# Charvet Place Vendôme
Pour les articles homonymes, voir Charvet.
Charvet Place Vendôme, également appelée Charvet, est une entreprise française de création et de confection de vêtements sur mesure et de prêt-à-porter haut de gamme, pour hommes et pour femmes, notamment le linge (chemises, chemisiers, pyjamas), les cravates et les costumes. Fondée en 1838, elle a été le premier chemisier à ouvrir un commerce spécialisé. Depuis le XIXe siècle, elle est spécialisée dans la fourniture de vêtements sur mesure aux rois, princes et chefs d'État. Son unique établissement est situé au 28, place Vendôme, à Paris.
Charvet a acquis une réputation internationale pour la haute qualité de ses produits et sa vaste palette de dessins et de coloris. Son nom, également connu pour les cravates, est devenu un terme générique pour désigner une certaine qualité de soie qui leur est destinée. En raison notamment de sa longévité, son histoire est liée à celle de la mode. Des romanciers ont utilisé son image de marque pour exprimer l'identité de leurs personnages et l'attachement de certains clients à la marque est perçu comme un trait de leur personnalité.

## Histoire

### Fondation

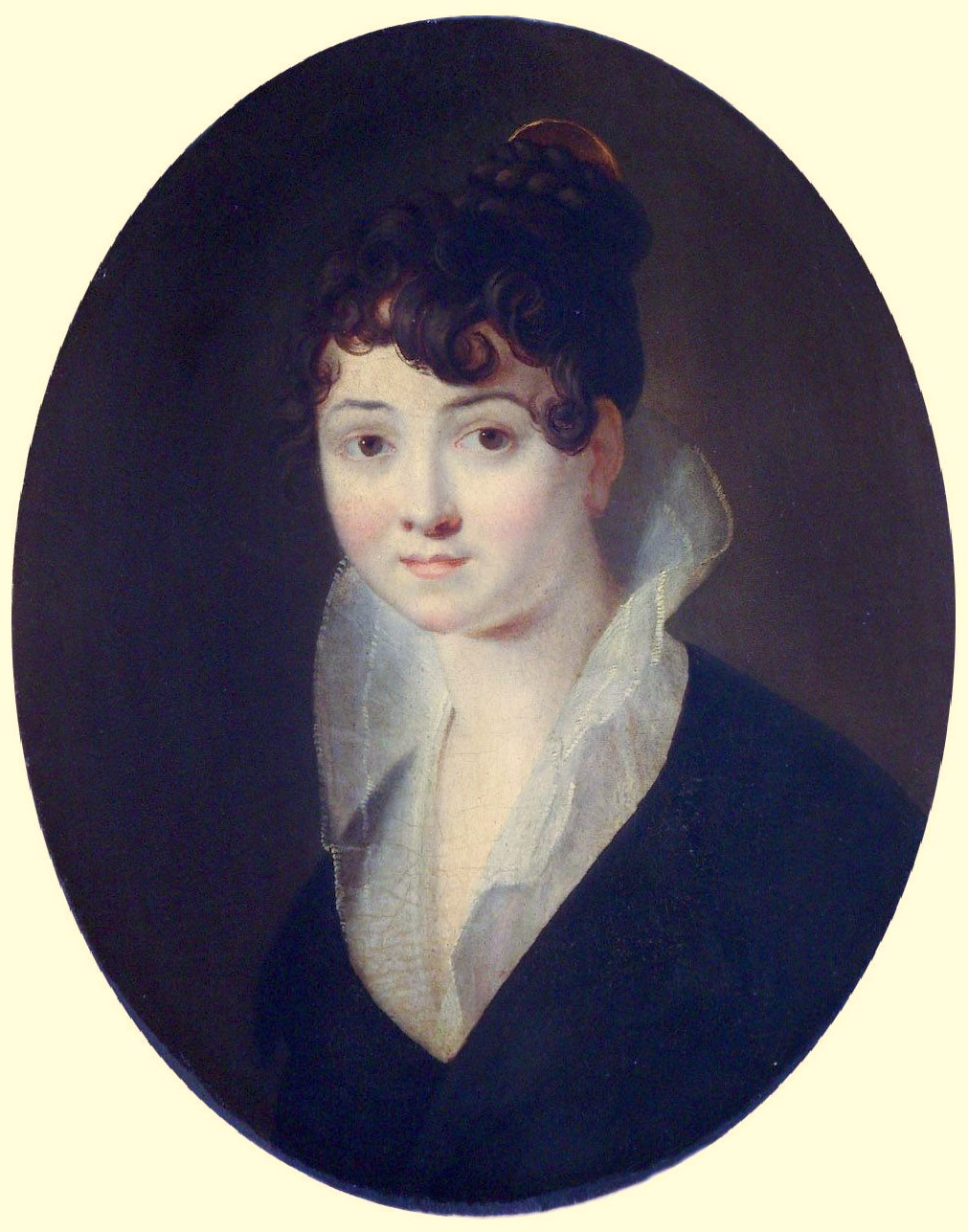
Louise Charvet, lingère de Napoléon, vers 1813, Malmaison.

L'entreprise a été fondée en 1838 par Joseph-Christophe Charvet, connu comme Christofle Charvet (1806–1870).
Son père Jean-Pierre, originaire de Strasbourg, avait été « conservateur de la garde-robe » de Napoléon Ier,,, une position créée au début de l'Empire. Le conservateur assistait le chambellan ou « maître de la garde-robe », censé être connaisseur en matière d'élégance, pour superviser tous les aspects de la garde-robe impériale, mettre à jour les inventaires, passer les commandes, payer les factures ou établir des règlements. Cette dernière fonction fut initialement exercée, de 1804 à 1811, par le comte Auguste Laurent de Rémusat. Quand les indélicatesses de ce dernier furent révélées en 1811, un inventaire fut demandé à Jean-Pierre Charvet et Rémusat fut remplacé par le comte Henri de Turenne d'Aynac. L'oncle de Christofle Charvet, Étienne Charvet, fut le concierge du château de Malmaison puis du château de Saint-Cloud. Louise Charvet (1791–1861), fille d'Étienne Charvet, épousa à l'âge de quatorze ans Constant, le valet de Napoléon. Le mariage fut arrangé par Napoléon lui-même qui apposa sa signature sur le contrat de mariage. Louise devint en 1813 lingère au château de Saint-Cloud, par conséquent responsable de la confection des chemises impériales. Son portrait fut légué en 1929 par Édouard Charvet au musée de la Malmaison. Constant et son épouse Louise ne suivirent pas Napoléon dans son exil à Elbe, une « faute énorme » selon le père de Christofle, mais partirent à Elbeuf où ils investirent dans une fabrique de tissu, créée par le frère de Louise, Jean-Pierre, et spécialisée dans les tissus de nouveauté pour pantalons et manteaux de dame.

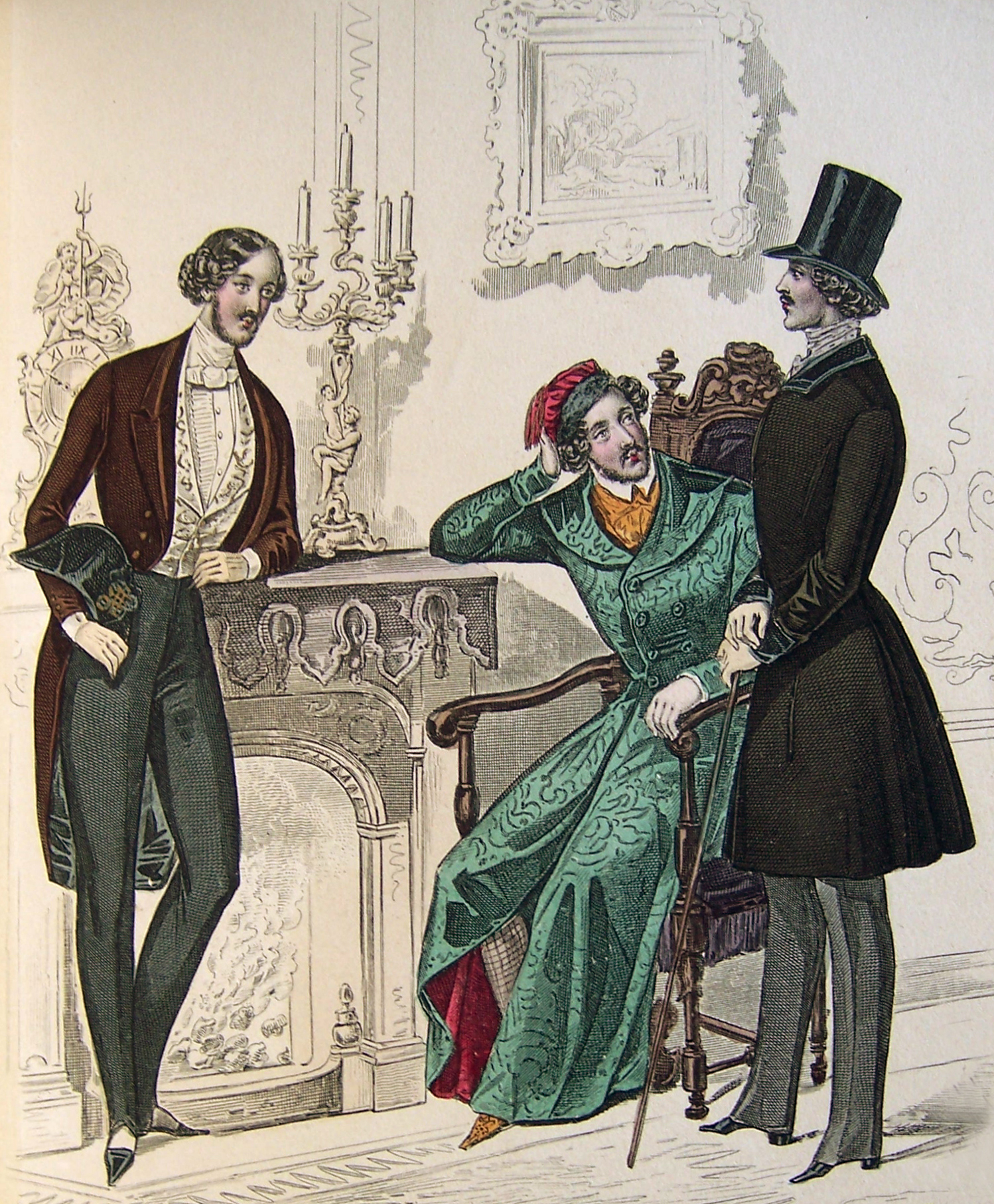
Chemises Charvet, dont l'une avec un col retourné (1839)

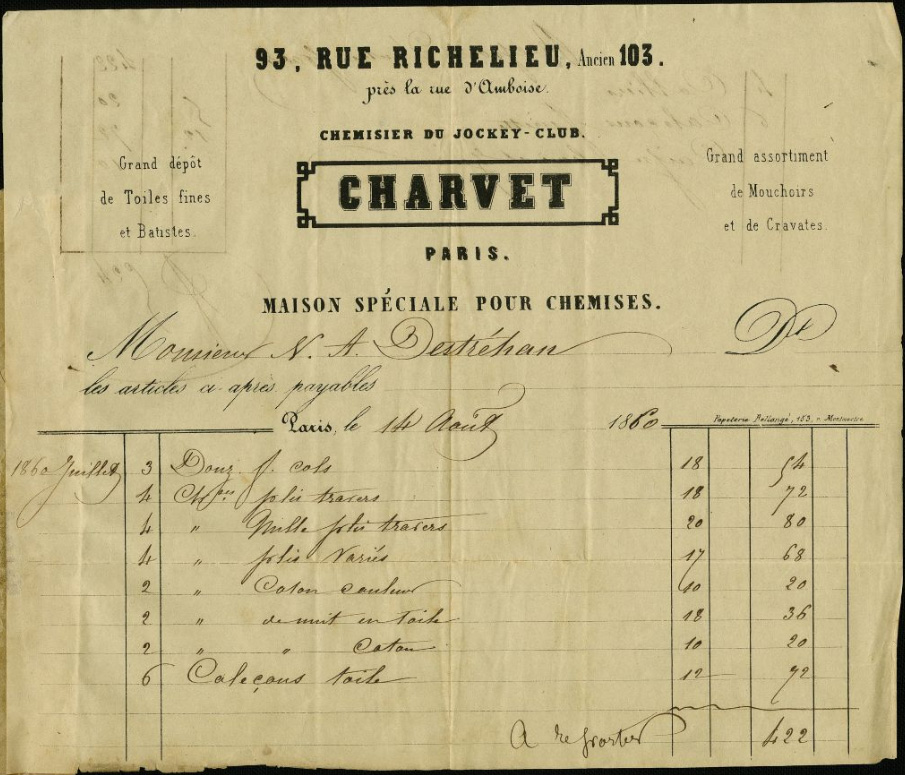
Facture (1860) à Nicholas Destréhan, un planteur de Louisiane.

Christofle Charvet créa à Paris la première chemiserie, pour laquelle le mot nouveau de « chemisier » fut utilisé,. Précédemment, les chemises étaient généralement confectionnées à domicile par des lingères avec du tissu fourni par le client, mais dans ce magasin d'un nouveau genre, les mesures des clients, le choix des tissus et la fabrication des chemises étaient faits sur place. Le développement de cette nouvelle spécialité était favorisé par un changement de la mode masculine, en particulier l'importance nouvelle donnée au gilet et au col de chemise, qui entraîna des changements stylistiques et techniques du devant de la chemise. Auparavant, les chemises étaient coupées droit, en rectangles, par les lingères. Il n'y avait besoin ni de formes arrondies, ni de patrons. L'intérêt nouveau pour un vêtement plus ajusté entraîna l'incurvation de l'encolure et de l'emmanchure, ainsi que l'apparition de la pièce d'épaule, par application à la chemise des techniques du tailleur. Cette nouvelle chemise prit le nom de « chemise à pièce ». Alan Flusser (en) attribue à Christofle Charvet la conception originale d'un col tenant, retourné et plié, très proche des cols du XXe siècle. La conception du col détachable lui est également attribuée.
En 1839, Charvet avait déjà des imitateurs, mais toujours « le meilleur assortiment ». La même année, il était le chemisier officiel du Jockey Club, un cercle prestigieux dirigé par le prince Napoléon Joseph Ney et inspiré par un célèbre dandy, le comte Alfred d'Orsay. Il comptait environ 250 membres, pour la plupart des aristocrates plus intéressés par l'élégance que par les chevaux. Devenir membre du Jockey Club était une condition nécessaire pour faire partie des « lions de la fashion », selon la formulation adoptée par Charvet dans une publicité de 1838, « lion » étant le terme de l'époque pour un dandy,. Dans une publicité de mars 1839, Christofle Charvet, se présentant le chemisier du Club, annonce offrir « élégance, perfection, prix modérés ». Peu après, la référence aux prix modérés est abandonnée.
Joseph-Édouard Charvet, plus connu comme Édouard Charvet, (1842–1928) succéda à son père Christofle en 1868. Il fut à son tour rejoint au début du XXe siècle par ses trois fils Étienne, Raymond et Paul.

### Situation

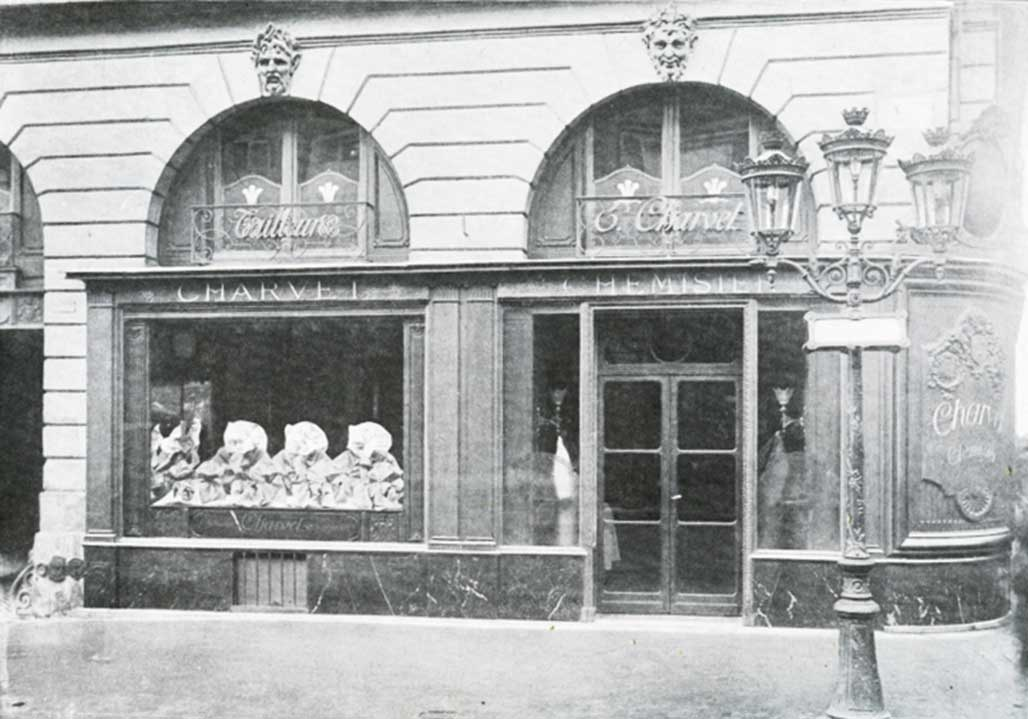
Charvet au 25, place Vendôme (1909).

Charvet était initialement situé au no 103 de la rue de Richelieu, puis au no 93 de la même rue.
Il s'installa au no 25 de la place Vendôme en 1877,. Ce déplacement était lié à celui du centre de la vie élégante à Paris et à l'importance croissante du palais Garnier vis-à-vis du Théâtre-Italien, plus proche de l'ancienne adresse de Charvet. Bien que Charvet ait commencé à proposer des chemisiers et des costumes, les chemises d'homme demeuraient sa spécialité. Un correspondant du Chicago Tribune, visitant le magasin en 1909, notait qu'il y avait « des chemises de toutes les variétés et de presque toutes les couleurs[,] chacune assez artistique pour les faire désirer toutes et chacune de la plus belle exécution ». Le magasin était connu pour ses étalages, comparés en 1906 aux représentations de Loïe Fuller, Charvet payant un « salaire immense » à son étalagiste qui présentait « chaque jour une nouvelle scène », produisant « de véritables œuvres d'art avec ses combinaisons harmonieuses d'écharpes, de mouchoirs et de bonneterie ».

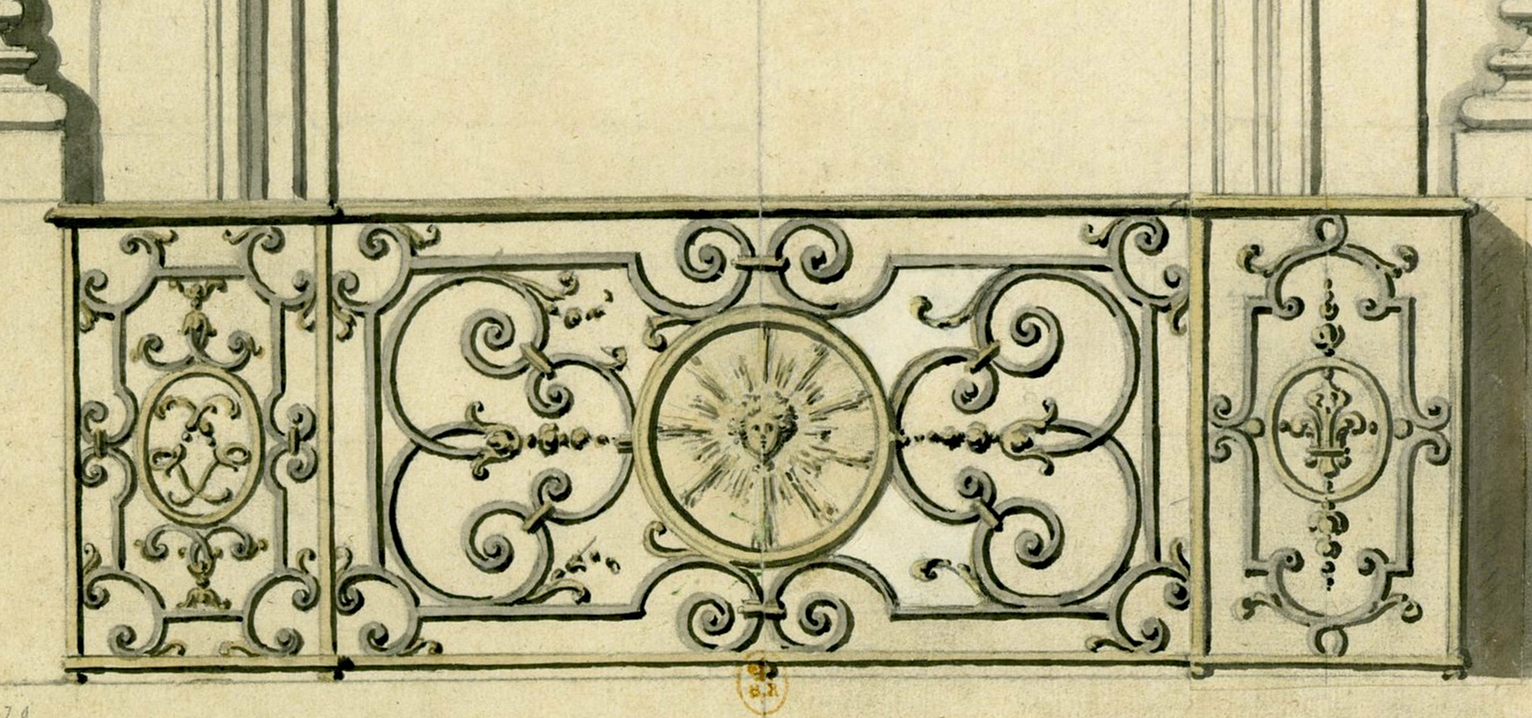
Garde corps type dessiné par Jules Hardouin-Mansart pour les balcons de la place Vendôme.

En 1921,, le magasin se déplaça au no 8 de la place Vendôme.
En 1982, il s'établit à son adresse actuelle, au no 28 de la place.
Charvet est aujourd'hui le plus ancien magasin de la place Vendôme et le soleil louisquatorzien qui figure sur sa marque, est celui dessiné par Jules Hardouin-Mansart pour orner les garde-corps des balcons de la place, construite en l'honneur du Roi-soleil.

### Reconnaissance internationale

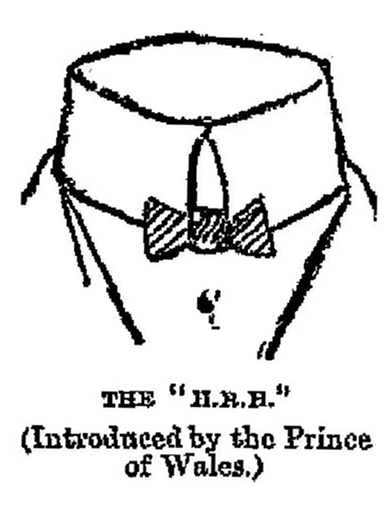
Dessin (1898) du col relevé et retourné conçu par Charvet pour le roi Édouard VII

En 1855 Charvet présenta des chemises, des caleçons et des gilets de flanelle à l'Exposition universelle,. Le jury releva la « suprématie indiscutable » des chemisiers parisiens,. À l'Exposition universelle de 1867, Charvet présenta des chemises, des caleçons, des gilets et des mouchoirs et le jury nota que les chemises de luxe étaient un « monopole » parisien. Quand le futur roi Édouard VII visita Paris pour l'Exposition, il se commanda des chemises parisiennes, comme de nombreux visiteurs étrangers et resta un client fidèle de Charvet, l'honorant « pendant quarante ans d'une bienveillance particulière ». En 1869, Charvet obtint un diplôme de fournisseur officiel (royal warrant) en tant que « chemisier in Paris » (en français dans le texte) du prince de Galles et resta chemisier du roi, nommé en 1903 bonnetier et gantier à Paris (hosier and glovier in Paris). Ce patronage contribua beaucoup à la notoriété de Charvet, Édouard VII ayant la réputation d'être un « arbitre des élégances masculines » et un « miroir de la mode » de son époque, mais alimenta des polémiques au Royaume-Uni, le prince étant « accusé de ne pas encourager suffisamment les industries nationales et d'acheter des centaines de paires de gants tous les ans sur le continent ». Charvet créa pour le prince de Galles un certain type de col de chemise, haut et retourné, parfois appelé « H.R.H. », qui devint très populaire à la fin du XIXe siècle.
En 1863, Charvet était considéré comme le premier fabricant de chemises de très haut de gamme à Paris, affirmant une supériorité « pour le goût et l'élégance » en matière de finitions et de silhouette. Son magasin était une destination « très importante » pour les visiteurs anglais à Paris. Dans les années suivantes, Charvet développa sa spécialité de trousseaux royaux. En 1878, il gagna une médaille d'argent à l'Exposition universelle de 1878, à Paris, puis une médaille d'or à celle de 1889, pour laquelle Gustave Eiffel construisit sa célèbre tour. À cette dernière occasion, le jury nota : « les chemises fines restent la propriété et la gloire de Paris. Pour s'en convaincre, il suffit de jeter un coup d'œil aux étalages des entreprises spécialisées dans les trousseaux royaux ». D'autres illustres patronages vinrent confirmer cette spécialisation princière, tel celui d'Alphonse XII d'Espagne (1878), d'Antoine, duc de Montpensier (1879), de Philippe, comte de Paris (1893), et du sultan Abdülhamid II. Ce dernier, bien qu'il prêchât la « simplicité » pour les vêtements de tous les jours, fut un « somptueux » client de costumes pour Charvet. Il en commandait quelque quarante par an, se fiant à Charvet pour le choix des étoffes. Charvet « osait à peine » envoyer ses factures au sultan. Un gilet blanc monogrammé, fait par Charvet pour le sultan, est exposé au palais de Topkapi.

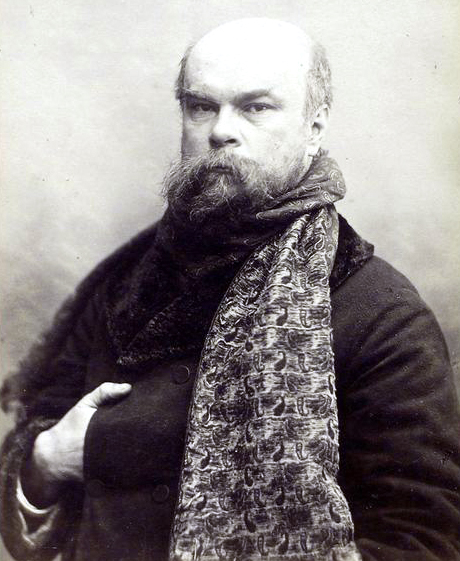
Verlaine avec sa « superbe » écharpe de chez Charvet,. Photo d'Otto Wegener (1893).

La clientèle de Charvet incluait aussi des artistes tels que Charles Baudelaire, qui donna une dimension métaphysique au dandysme, George Sand, dont l'amant Alfred de Musset ne réussit jamais à devenir membre du Jockey Club, Édouard Manet, surnommé le « dandy de la peinture », ou Jacques Offenbach, compositeur de l'œuvre La Vie Parisienne. En 1893, lorsqu'il tenta d'entrer à l'Académie française, Verlaine se fit photographier par Otto Wegener,, portant une « très belle écharpe de chez Charvet », brodée avec des motifs japonisants,. Un cadeau de 100 000 francs au « plus grand poète de notre temps, Verlaine » aurait été l'enjeu d'un pari entre Edmond de Polignac et Robert de Montesquiou. Ayant perdu le pari, Montesquiou garda « naturellement » les 100 000 francs, mais donna à Verlaine une « très belle écharpe »,. L'apprenant, Polignac rompit toute relation avec Montesquiou,. Certains auteurs considèrent cependant l'histoire de ce pari comme une légende, dont Montesquiou lui-même serait à l'origine, car aucun document n'en établit l'existence et Montesquiou fut quasiment le seul membre de l'élite élégante et cultivée à s'être occupé de Verlaine.
En 1894, selon un rapport administratif, Charvet « fournit la plus belle clientèle française et étrangère. Toujours à l'affût de hautes nouveautés, cette maison va constamment de l'avant, donnant le ton à ses nombreux confrères parisiens. Sa fabrication, conduite de père en fils par les chefs distingués de la maison, est irréprochable en tous points ; et son chiffre d'affaires, pour un établissement vendant presque exclusivement au détail, est considérable ». Le même rapport souligne « ses efforts, couronnés de succès, pour faire produire aux fabriques françaises les matières premières fournies de tout temps par l'Angleterre ».

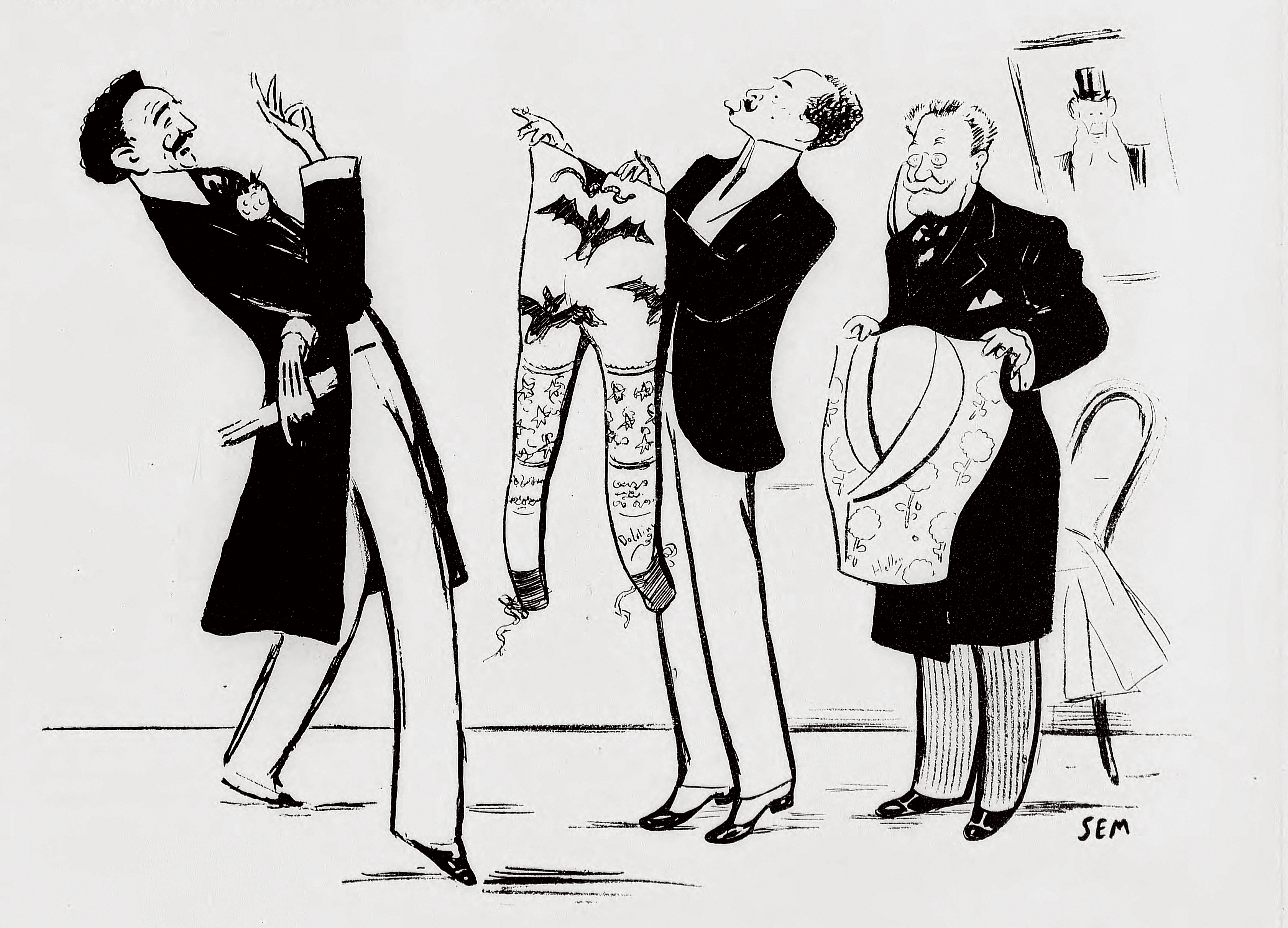
Caricature par Sem de Robert de Montesquiou essayant des caleçons et des gilets chez Charvet. (1903)

Après son portrait en 1897 par Giovanni Boldini, le dandysme de Montesquiou devint célèbre et fit de lui un sujet fréquent de caricatures. En 1903, une revue satirique française illustrée d'une caricature de Sem, à laquelle Marcel Proust fait allusion dans une lettre à Montesquiou, brocardant Montesquiou, fait dire à ce dernier de Charvet : « Personne dans le monde n'a vu de telles choses ! Des roses, des bleus, des lilas, en soie et en toile d'araignée ! Charvet est le plus grand artiste de la création ».

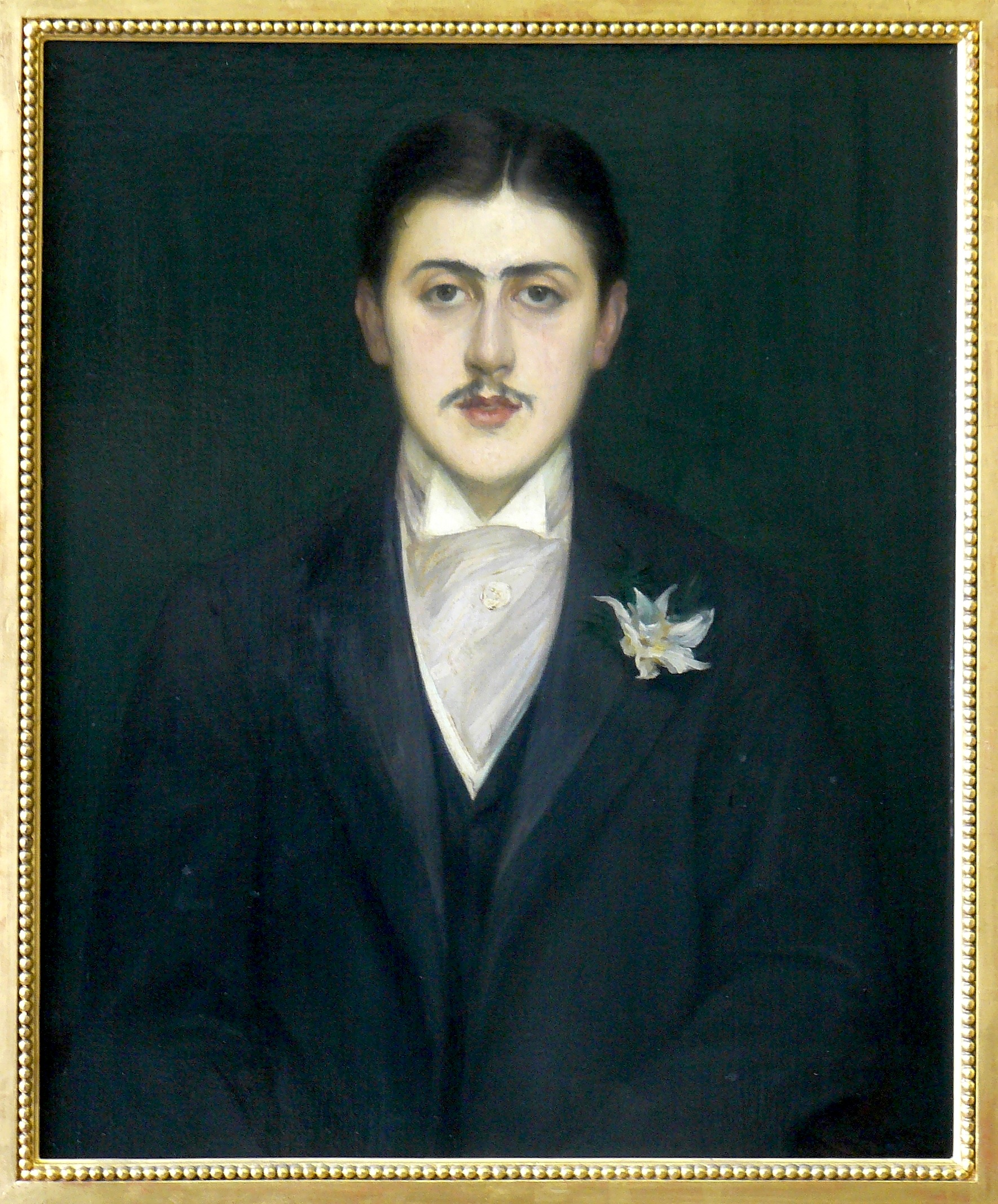
Marcel Proust portait de larges plastrons de soie de chez Charvet. Portrait par Jacques-Émile Blanche (1892).

En 1905, Charvet, alors également établi à Londres, au 45 New Bond St, et dont la « rumeur » disait qu'il envisageait d'ouvrir un magasin à New York, était considéré comme « le chemisier de premier plan à Paris et Londres ». Sa clientèle incluait non seulement des rois et des chefs d'État, tels Alphonse XIII d'Espagne (diplôme donné en 1913), Édouard VIII du Royaume-Uni ; le président Paul Deschanel, aux plastrons Charvet remarqués, mais aussi des membres de la haute société gravitant autour de dandys tels Robert de Montesquiou et Evander Berry Wall (en), ou des artistes tels Jean Cocteau, qui trouvait Charvet « magique » et écrivait que l'arc-en-ciel y « prend ses idées », et son ami Serge de Diaghilev. Selon Proust, dont les chemises, les cravates et les gilets venaient de chez Charvet, ce dernier restait « le signe d'un certain monde, d'une certaine élégance »,. Proust passait de longs moments chez Charvet à la recherche de la couleur parfaite pour ses cravates, tel un « rose crémeux ». Les marcels de Proust venaient aussi de Charvet. Le narrateur de sa Recherche du temps perdu tue le temps avant son déjeuner chez Swann, « tout en resserrant de temps à autre le nœud d'une magnifique cravate de chez Charvet ». En 1908, Charvet obtint un grand prix à l'exposition franco-britannique de Londres.

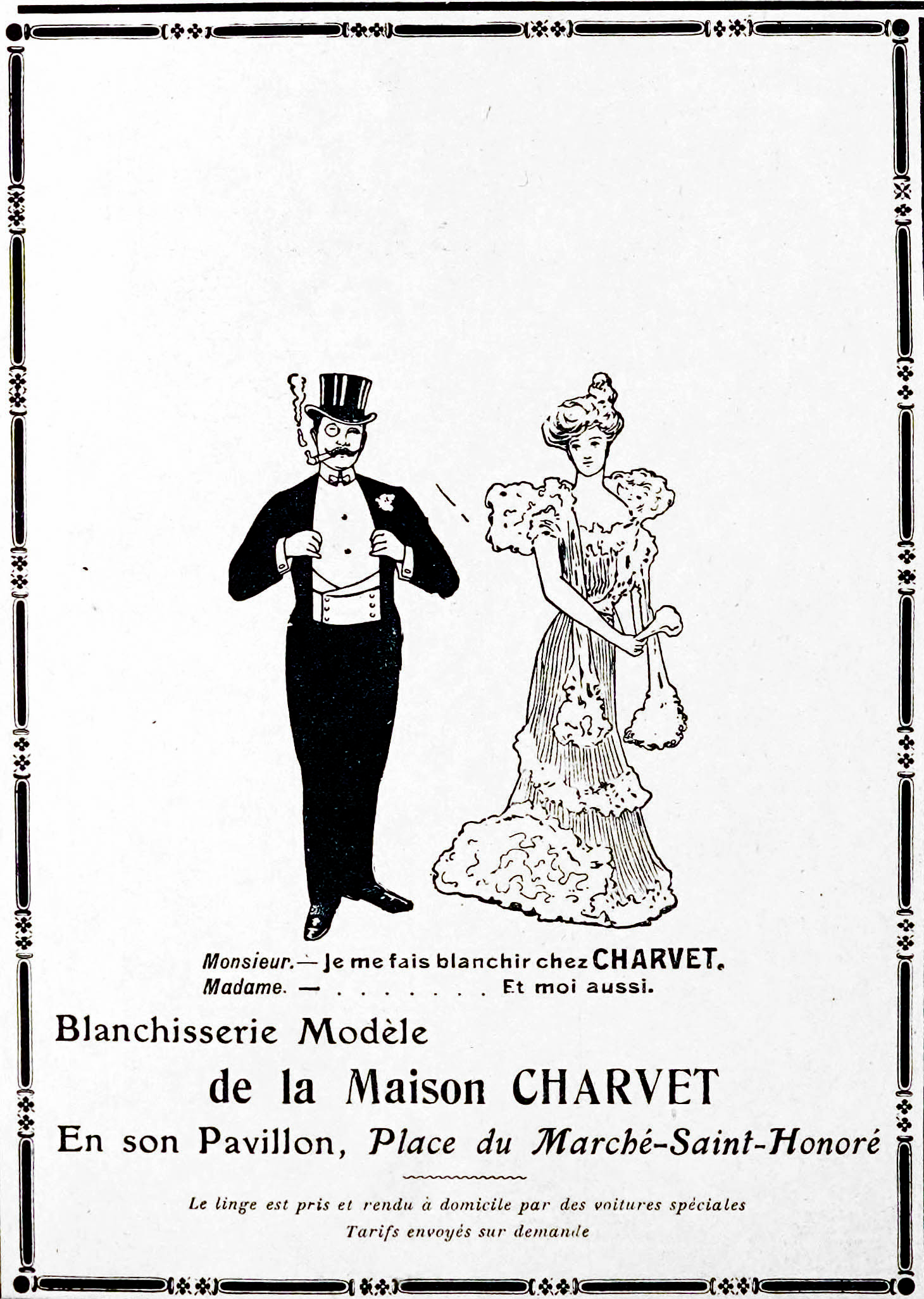
Publicité pour la blanchisserie Charvet, ultérieurement reproduite sur des timbres, (1903).

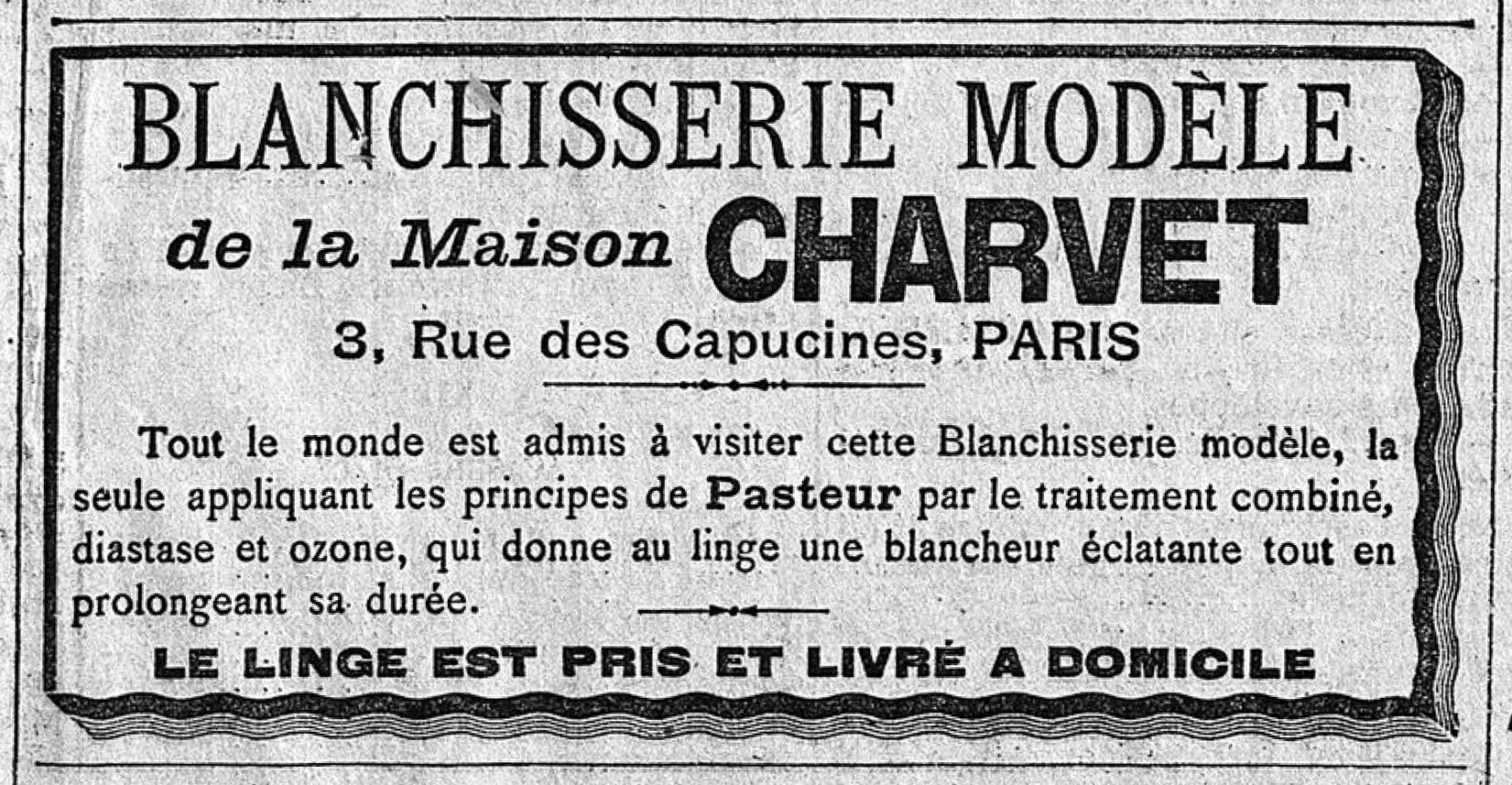
Publicité, Le Figaro, 1901.

En 1901, Charvet ouvrit une blanchisserie au no 3, rue des Capucines, à côté de son magasin, qu'un journaliste américain affirme être la première à avoir été ouverte à Paris, ce fait ayant conduit certains auteurs à croire que l'activité de blanchisseur avait, pour Charvet, précédé celle de chemisier. La publicité de la blanchisserie affirmait qu'y étaient appliqués les principes de Pasteur et de Grancher,. En 1903, Charvet transféra sa « blanchisserie modèle » place du Marché-Saint-Honoré, dans des locaux appartenant à la Ville de Paris, après accord de cette dernière eu égard à un procédé novateur à base d'ozone, dont la licence fut ensuite donnée aux hôpitaux parisiens. Le linge sale, enlevé chez le client par des « voitures spéciales » à caisse jaune, était désinfecté et blanchi à l'ozone, puis essangé à l'eau froide dans des tambours mus à l'électricité, trempé dans une solution diastasique pour ôter l'amidon et blanchir le lin, lavé à la main à l'eau, rincé dans une solution d'ammoniaque pour ôter le savon, puis azuré, essoré, séché, empesé, repassé et éventuellement cylindré. Outre « l'antisepsie scientifique » que permet le traitement à l'ozone, le journaliste Arnaud-Moulin relève « une supériorité évidente [...] dans l'apprêt du linge », qu'il soit mat ou miroitant. La blanchisserie s'étend sur deux niveaux : au rez-de-chaussée, l'atelier du marquage, puis celui des barboteuses et essoreuses ; au premier étage, l'atelier d'amidonnage et celui de repassage. Le procédé était considéré comme « modèle », tant au point de vue de la qualité du résultat que pour le soin de la santé des ouvrières. Une quantité « surprenante » de linge était envoyée par des clients britanniques,. Comme de nombreux autres clients étrangers, William Halsted, et William H. Welch envoyaient régulièrement leur linge à Charvet pour le blanchir. Des timbres publicitaires furent également produits pour la blanchisserie, qui devinrent ensuite recherchés des collectionneurs. En 1906, une succursale de la blanchisserie fut ouverte au 1, rue du Colisée, près des Champs-Élysées. Durant la Première Guerre mondiale, Charvet réduisit sensiblement ses tarifs de blanchisserie pour garder du travail à tous ses employés En 1917, la pénurie de charbon réduisit significativement l'activité de blanchisserie de Charvet, qui employait alors 400 personnes. La « blanchisserie modèle » cessa son activité en 1933, lors de la restructuration de la place du marché Saint Honoré.

Vues des blanchisseries modèle de Charvet
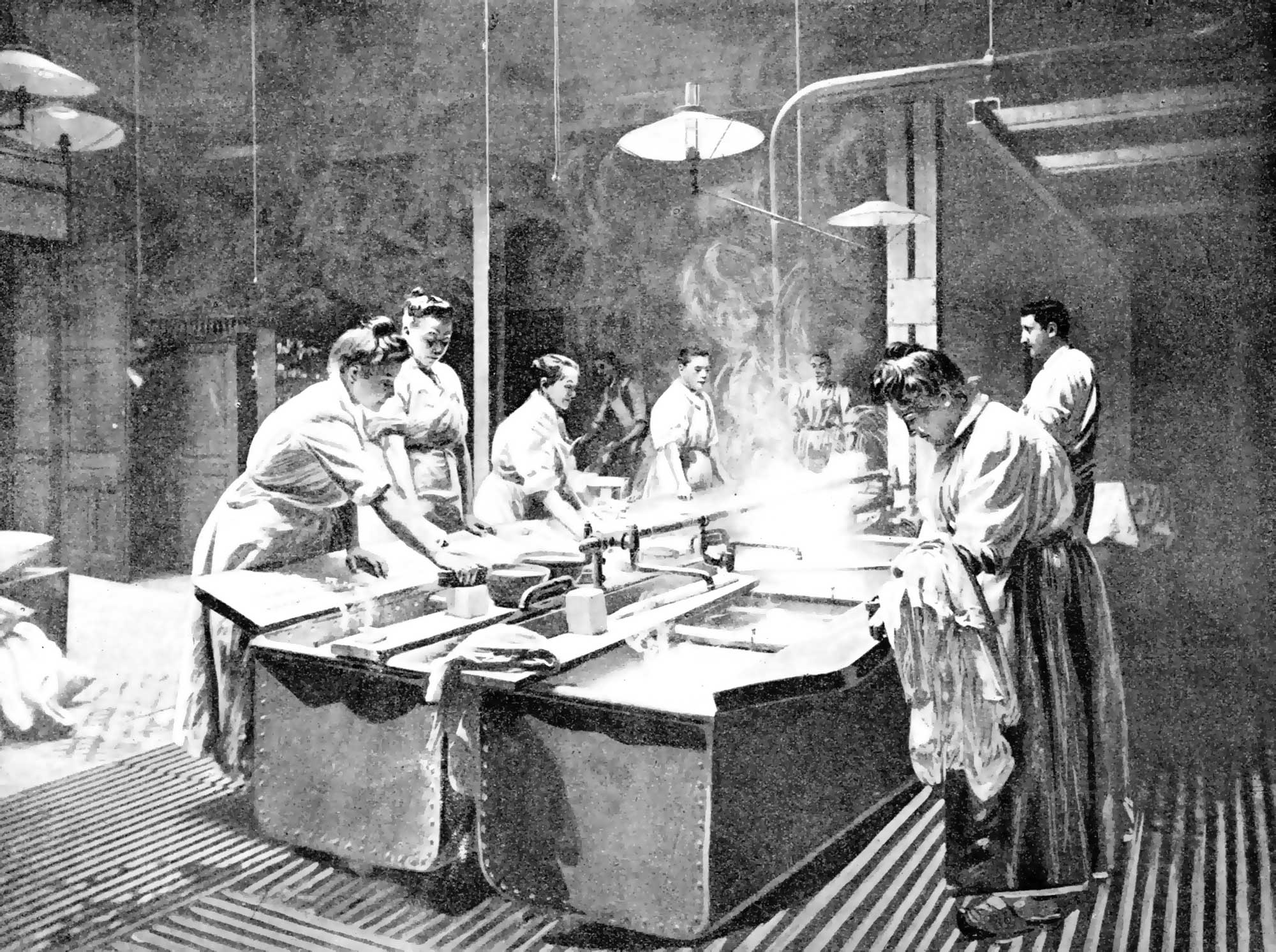
Photo (1901). Savonnage et trempage séparés dans la première blanchisserie, rue des Capucines.
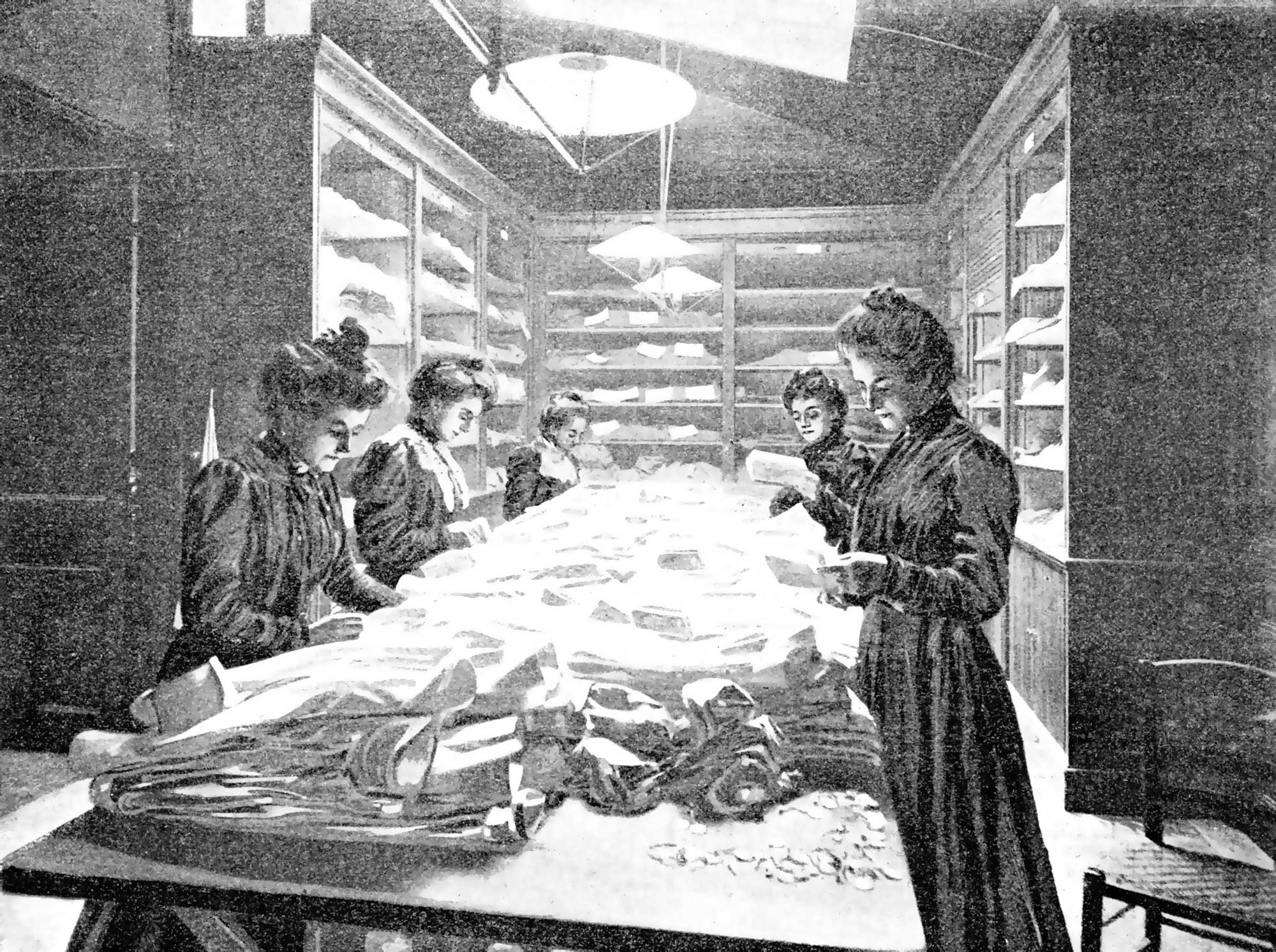
Photo (1901).Vérification et tri du linge à la première blanchisserie.
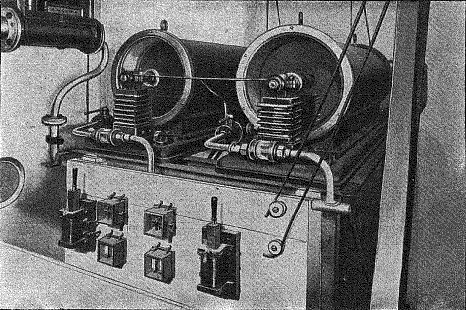
Photo (1903) des générateurs d'ozone dans la seconde blanchisserie, place du Marché-Saint-Honoré.
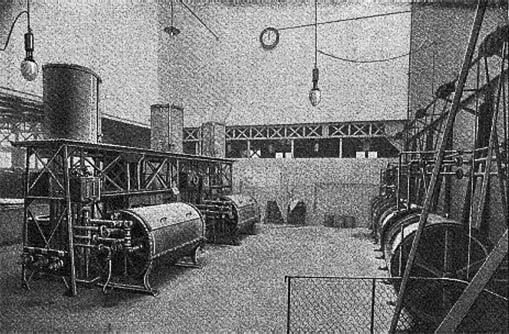
Machines à laver mécaniques, seconde blanchisserie.

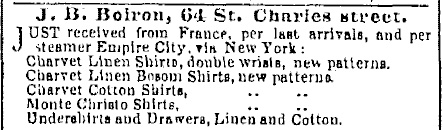
Publicité pour un arrivage de chemises Charvet à La Nouvelle-Orléans, (1853).

Les chemises Charvet furent importées aux États-Unis dès 1853. En 1860, le chiffre d'affaires de Charvet se répartissait à parts égales entre des chemises sur mesure vendues au détail à Paris et des chemises toutes faites vendues à l'exportation, notamment en Russie, en Grande-Bretagne et à Cuba. Selon l'usage de l'époque,, les modèles de chemisiers étaient vendus à des magasins américains, avec le droit de les reproduire sur place,. Au début du XXe siècle, le nom de Charvet était associé aux États-Unis avec des tissus de lin aux motifs « étonnamment floraux », utilisés pour les plastrons et les poignets des chemises. Nonobstant, dans le magasin de la place Vendôme, Charvet ne vendait des chemises que sur mesure.

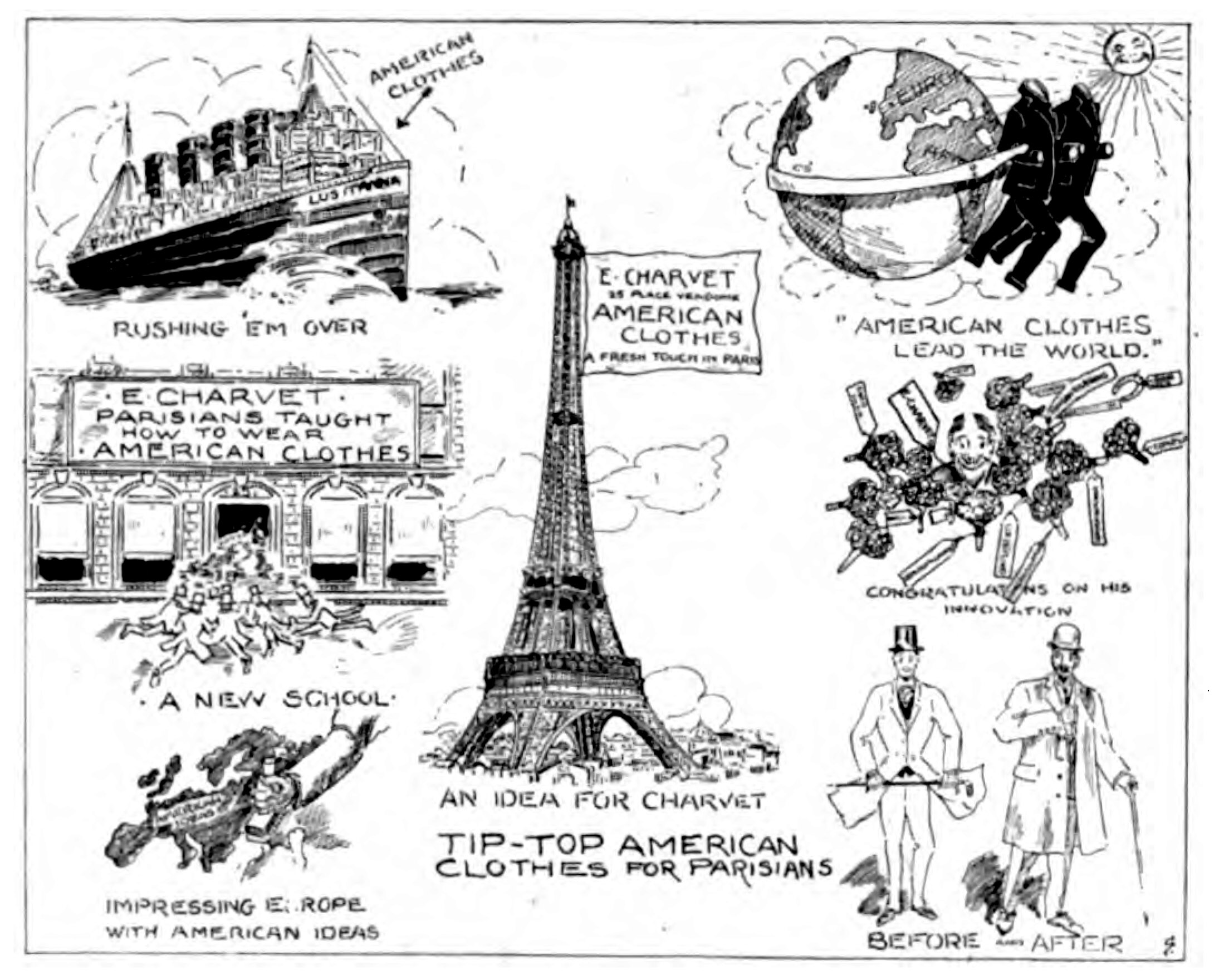
Dessin sur l'importation par E. Charvet de costumes fabriqués à Chicago, (1908).

En 1908, Charvet fut une des premières sociétés européennes à importer des costumes américains, faits à la main à Chicago,.

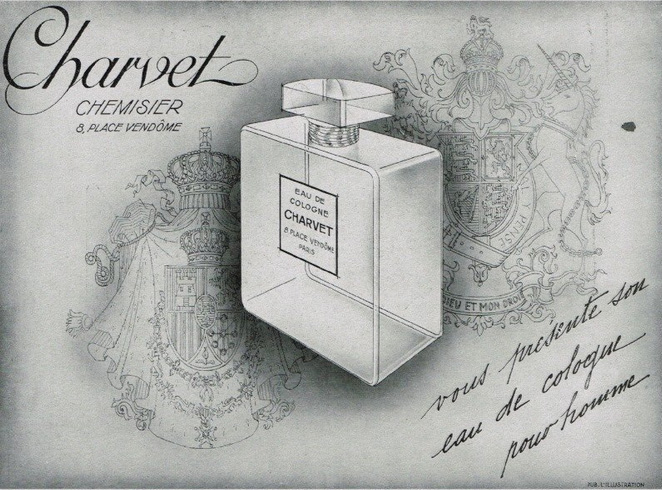
Publicité pour l'eau de toilette Charvet (1931).

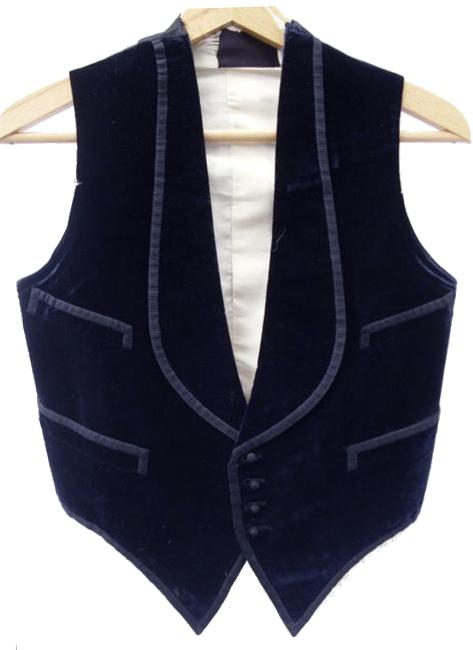
Gilet de velours bleu Charvet (1907).

Le nom Charvet devint si connu qu'on l'associa à un certain type de tissu de soie pour cravate appelé la soie charvet (voir ci-dessous). Charvet était également connu pour d'autres éléments de la garde-robe, dont les chemises,, les tissus de chemise, les cravates, les gants, les costumes, les gilets,, les sous-vêtements, les pochettes, ainsi que des ceintures pour femme ou des corsages, portés avec des modèles particuliers de cravates pour femme, dont l'un, dénommé « le juge », était dérivé du volant en tissu que porte un juge. Le Chicago Tribune rapportait en 1909 que Charvet montrait « des épingles à cravate de couleur coordonnée à toutes les couleurs de cravate et dont certaines avaient le même motif en émail. Il y avait aussi des boutons de gilet à porter avec certaines cravates et des ensembles de boutons de gilet, boutons de manchette et épingle à cravate parfaitement coordonnés ». Charvet produisait également des draps de lit en soie, de couleur noir, vert, mauve ou violet.
Au début du XXe siècle, Charvet lança une eau de toilette, au flacon rectangulaire et biseauté. L'un des clients de ce parfum fut Boy Capel, l'amant de Gabrielle Chanel. En 1921, deux ans après la mort accidentelle de celui-ci, le flacon du célèbre parfum No 5 fut fabriqué à l'image de celui de Charvet.
Charvet, comme de nombreuses entreprises européennes, fut grandement affecté par la Première Guerre mondiale : « Nos métiers sont détruits, nos collections pillées, nos pochoirs brûlés. Néanmoins, nous continuons à envoyer des représentants aux États-Unis pour montrer des nouveautés » déclarait en 1915 Charvet à un journaliste américain.

Corsages et chemisiers Charvet 1896 - 1898
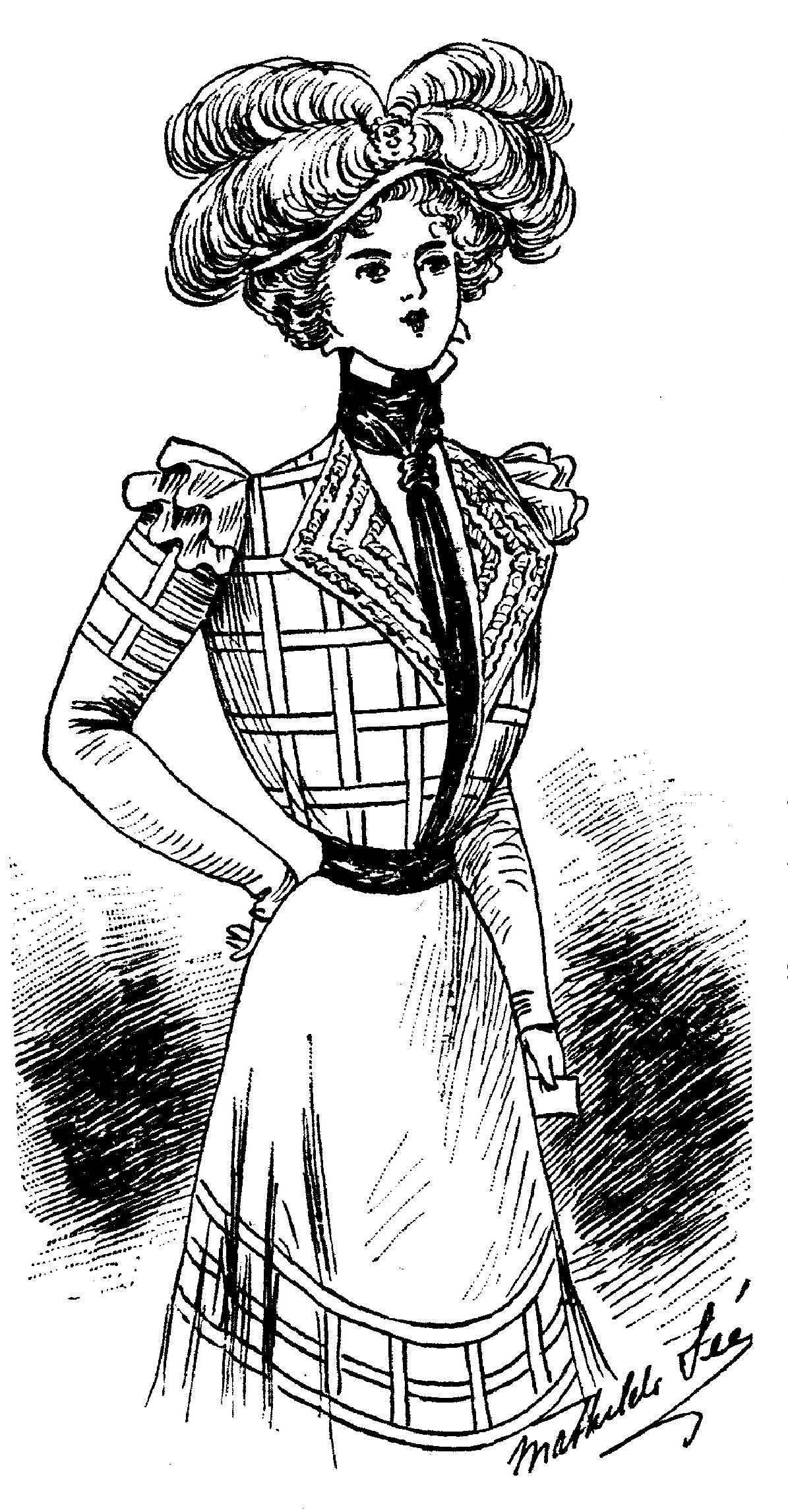
Dessin (1898) d'une robe avec chemisier et cravate.
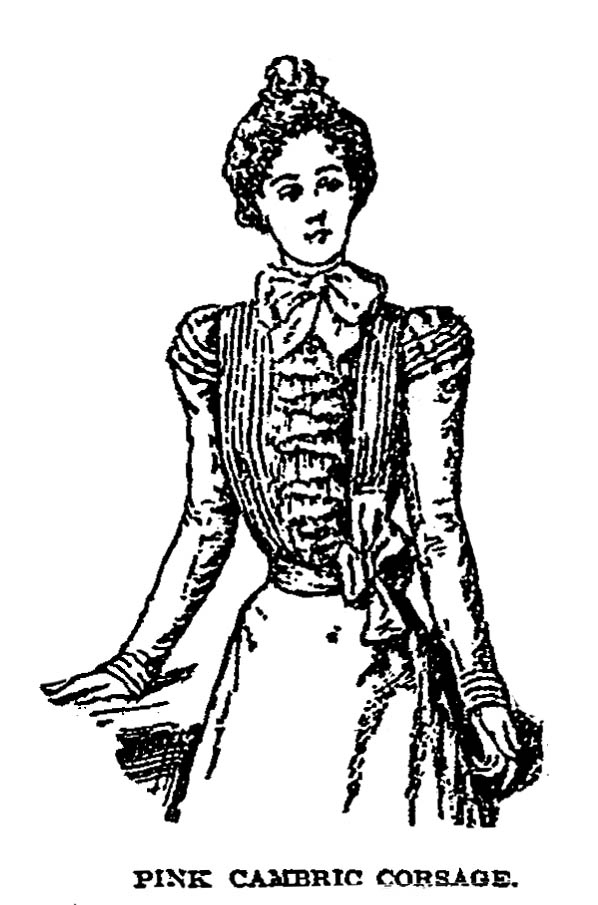
Dessin (1898) d'un corsage avec foulard et ceinture assortis.
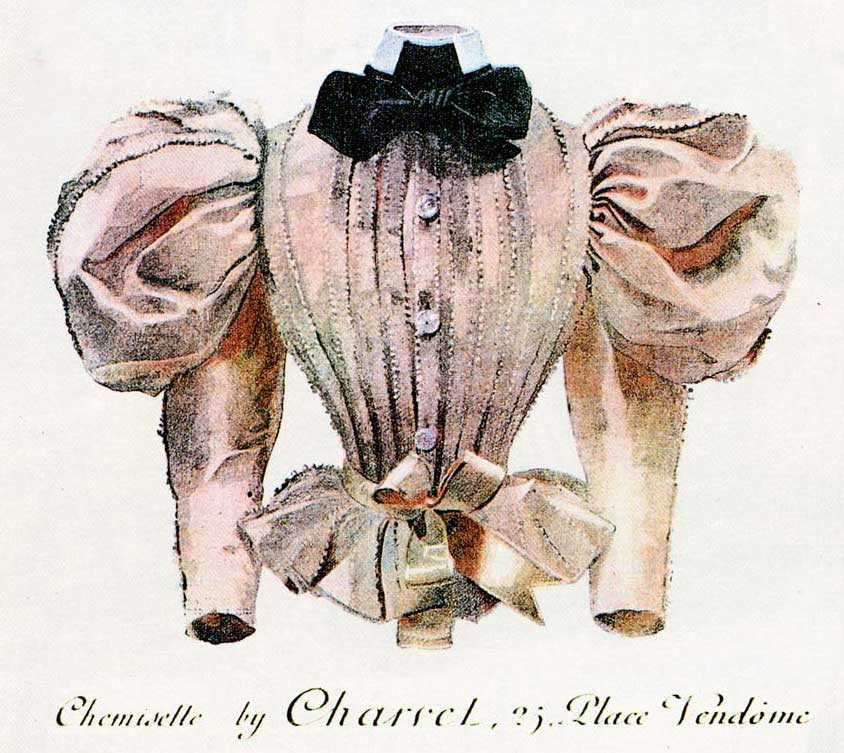
Publicité (1896) pour un chemisier plissé à volants.
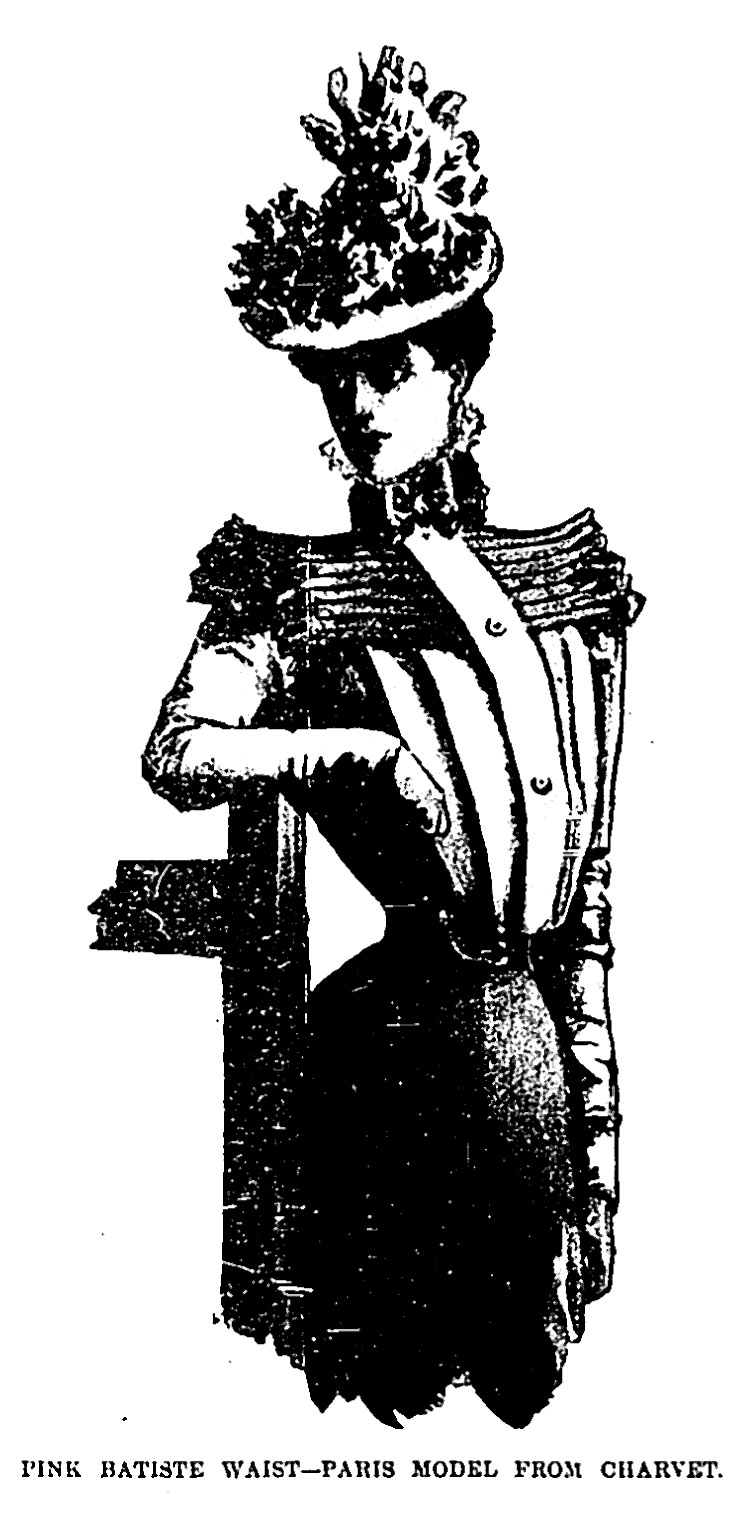
Dessin (1898) d'une ceinture en batiste.
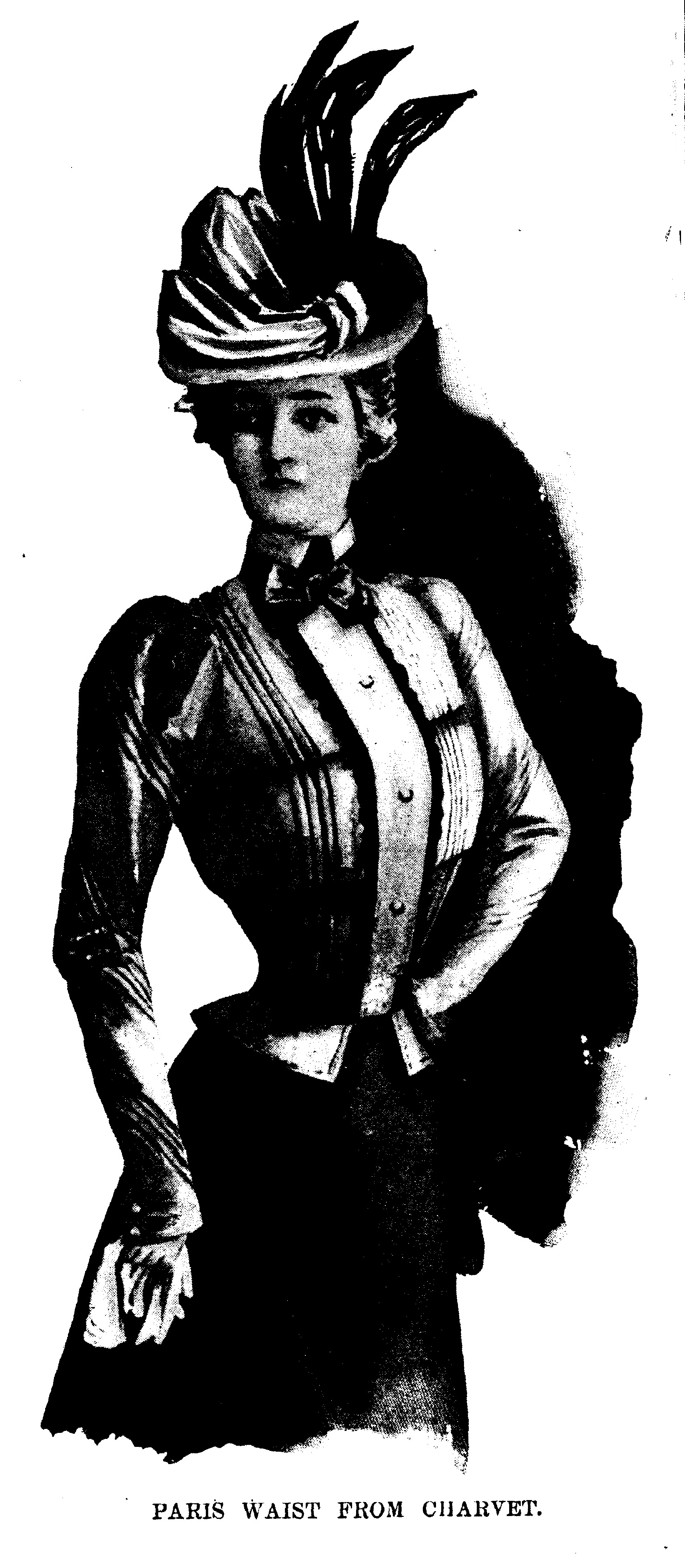
Dessin (1898) d'une ceinture en linon.

### Période Art déco

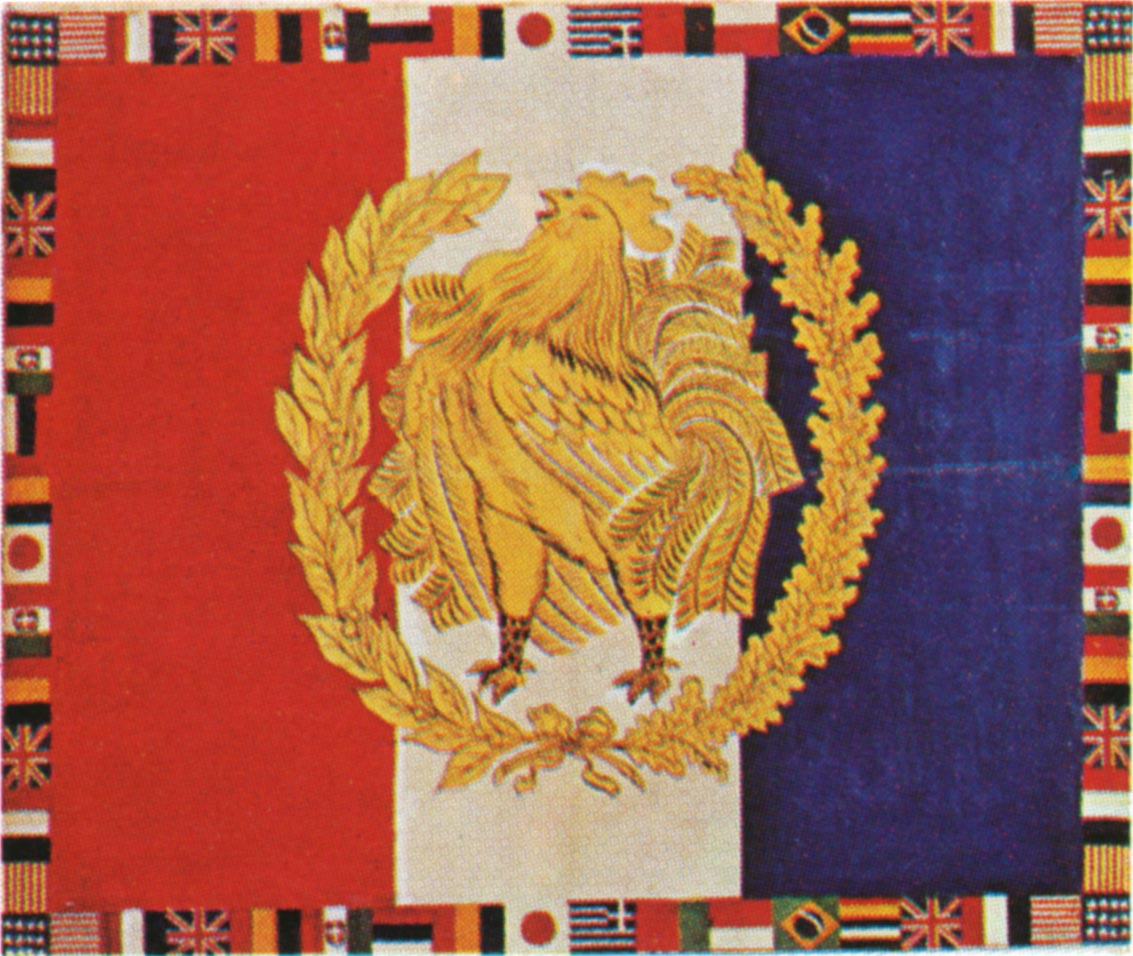
Le coq de la victoire, carré de soie dessiné par Raoul Dufy pour Charvet (1918).

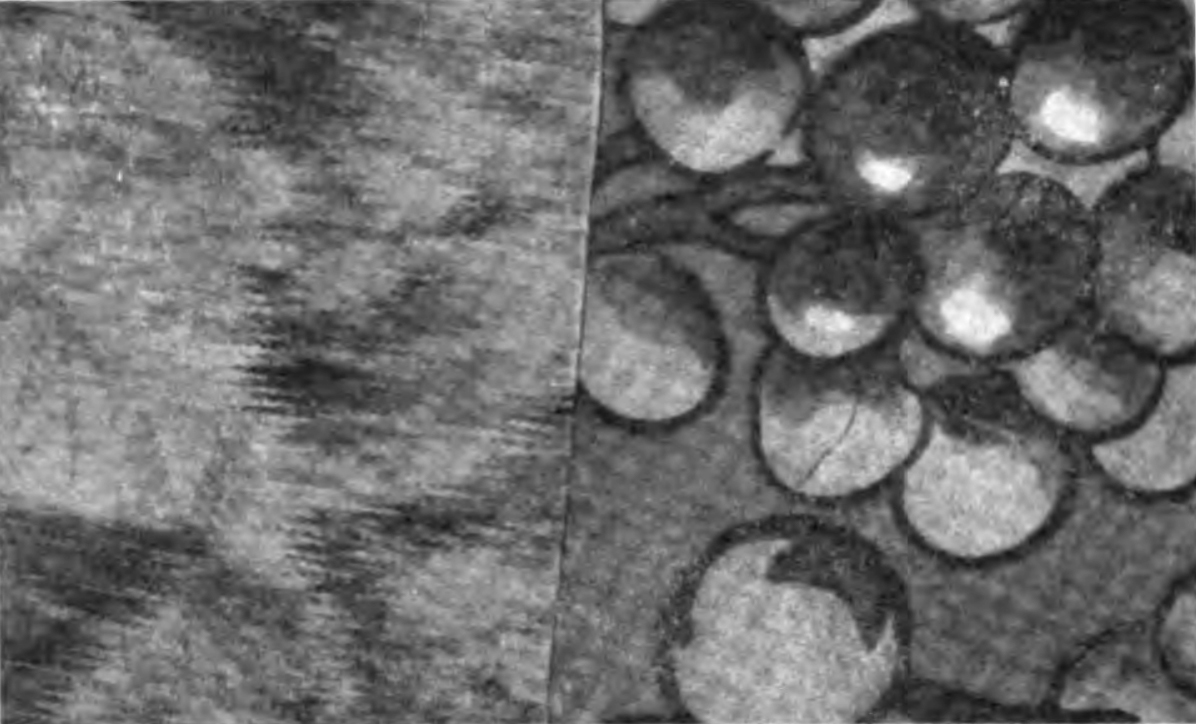
Feuilles mortes et grappes de raisin : deux motifs de soie imprimée utilisés en 1920 par Charvet pour des robes de chambre et des vestes d'intérieur.

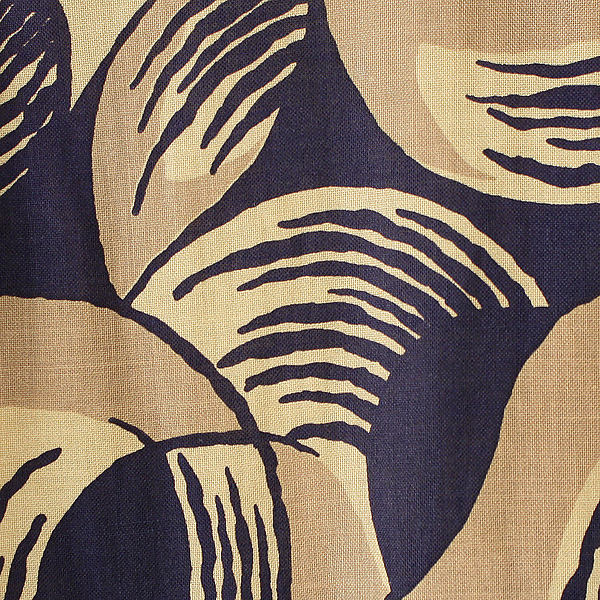
Détail d'un tissu de lin imprimé pour robe de chambre (vers 1920-1925).

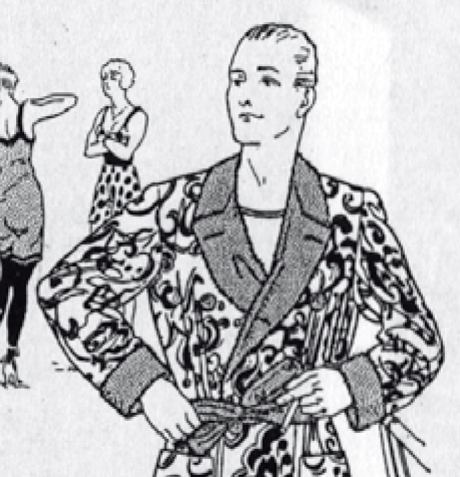
Peignoir de plage en soie, doublé de tissu éponge (1921).

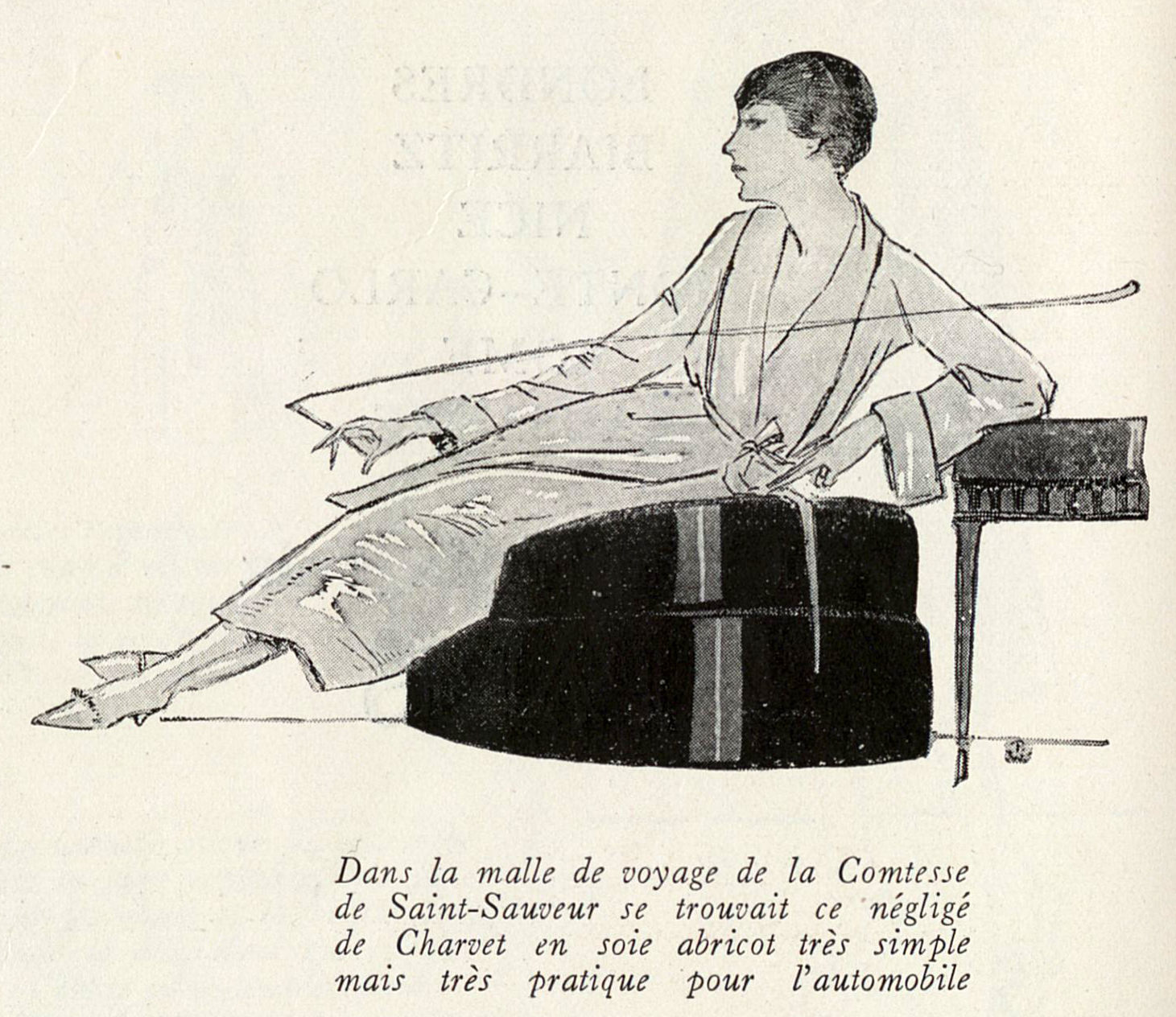
Négligé en soie abricot (1920).

Après la Première Guerre mondiale, avec l'essor du style art déco, Charvet, comme d'autres créateurs de mode, tel Paul Poiret, confia des dessins textiles au peintre français Raoul Dufy, le « grand-père du chic moderne », par l'intermédiaire du tisseur français Bianchini-Férier. L'une de ces premières collaborations fut un foulard de soie imprimée célébrant la fin de la guerre, le Coq de la Victoire. Cette collaboration fut suivie par d'autres foulards de soie imprimée, des tissus de soie jacquard pour des gilets, et des tissus de ramie imprimée pour des robes de chambre et des chemises. Parmi les clients célèbres de l'époque, la créatrice de mode Coco Chanel et le maharadjah de Patiala, qui passa notamment une commande de 86 douzaines de chemises.

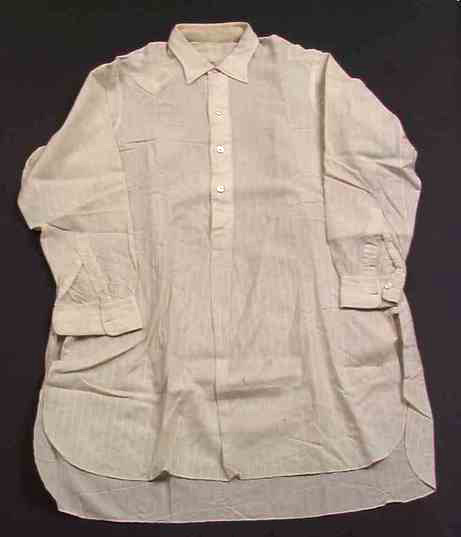
Chemise Charvet en laine rayée des années 1930. Norsk Folkemuseum, Oslo.

À la fin des années 1920, Bruce Reynold considérait les cravates Charvet comme « les plus belles du monde ». Leurs motifs étaient classiques ou plus innovants, par exemple des timbres-poste,. Lors d'une exposition intitulée L'art de la soie, tenue au musée Galliera en 1927, Charvet exposa des robes de chambre et des cravates de mêmes motifs, ainsi que des pyjamas, des chemises et des mouchoirs. Charvet créa à cette époque une collection de tissus imprimés pour cravate avec de grands motifs abstraits, qui eut un grand succès aux États-Unis. La société développa un procédé commercial ultérieurement appelé la « méthode Charvet », consistant à envoyer à ses clients américains des cravates pour accord, leur permettant d'en garder certaines ou pas et de retourner le reste. « Leur chic provenait de leur allure dégagée et nonchalante. Pour le plus grand plaisir de leurs nombreux admirateurs, les placements espacés des cravates Charvet facilitaient leur assortiment à toutes sortes de costumes fantaisie […] Les motifs originaux de Charvet devinrent les premiers et malheureusement quasiment les derniers grands motifs de cravate à symboliser le goût de la classe dominante »,. Ces motifs, pour lesquels charvet devint un nom générique,, « anticipèrent les motifs flamboyants » qui devinrent populaires après la Deuxième Guerre mondiale. Charvet limitait alors à 700 par dessin la production de ses cravates, qui étaient considérées comme une marque de l'esprit français, « excentrique et brillant ».
Ce goût « flamboyant » s'exprime également dans l'ornement de peignoirs de plage aux motifs de plus de quarante centimètres de large, qui connurent un grand succès à Palm Beach à la fin des années vingt. Certains modèles sont inspirés de motifs traditionnels (voir illustration à gauche) ; d'autres, plus abstraits, évoquent Matisse.
Dans les années 1930, certains étalages du magasin de la place Vendôme furent faits par des peintres, tels André Derain ou Maurice de Vlaminck.

### Depuis 1965

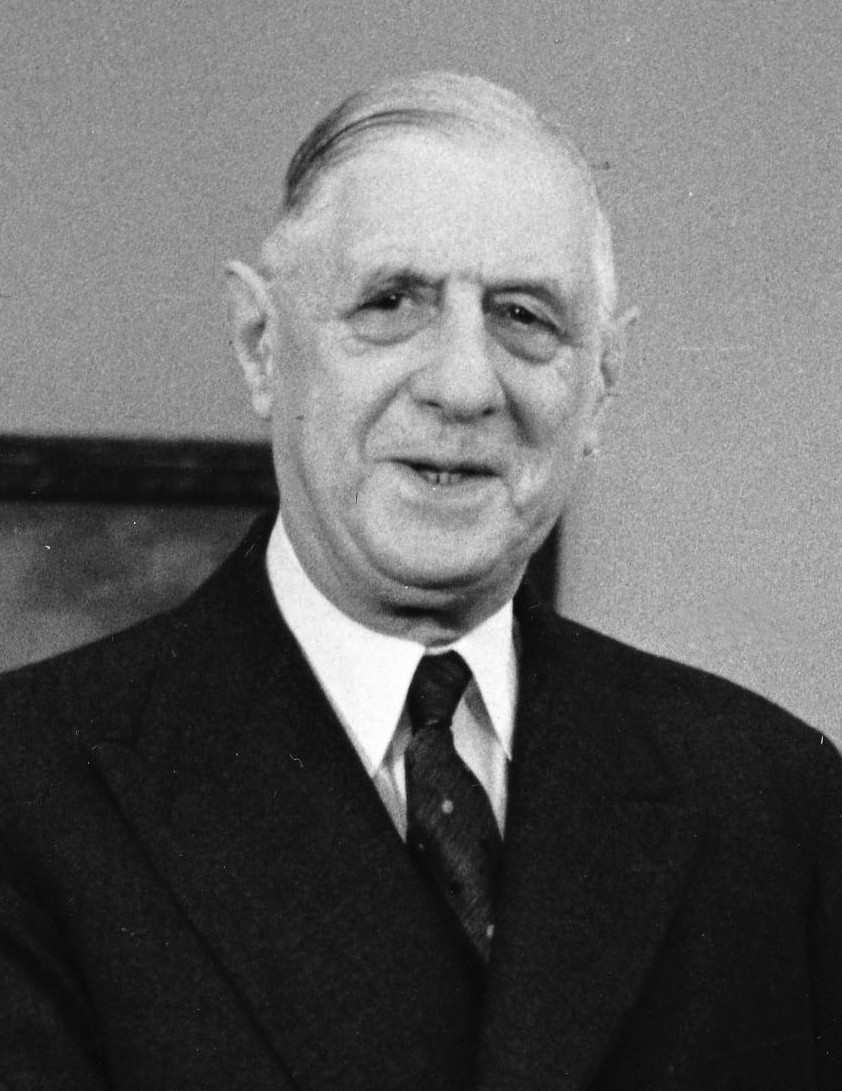
Charles de Gaulle portant ses habituelles chemise blanche et cravate noire (1963).

En 1965, les héritiers de Charvet désiraient vendre l'entreprise. Ils furent contactés par un acheteur américain. L'apprenant, l'administration française, sachant que Charvet était depuis longtemps le chemisier du général de Gaulle, s'en inquiéta. Le ministère de l'Industrie demanda à Denis Colban, le principal fournisseur de Charvet, de chercher un acheteur français. Plutôt que de rechercher un investisseur, Denis Colban décida d'acquérir lui-même la société.
Jusqu'à cette date, Charvet avait été géré à peu près de la même manière depuis sa fondation : on ne montrait au client que ce qu'il demandait, souvent quelque chose de conservateur. Après l'acquisition de Denis Colban, les choses changèrent. Le changement commença lorsque le baron Guy de Rothschild vint au magasin et demanda à voir des tissus de chemise, dont un rose. Lorsque Denis Colban, suivant l'habitude de ses prédécesseurs, déconseilla cette couleur, le baron répondit : « Si ce n'est pas pour moi, c'est pour qui ? » Par la suite, quand Nelson Rockefeller demanda des échantillons de tissus de chemise, des rayures larges et des coloris inhabituels furent inclus dans la sélection envoyée à New York, et finalement choisis. Denis Colban avait ainsi changé la conception par Charvet de son rôle vis-à-vis du client. Un grand choix de produits furent mis en présentation, transformant le magasin en « une véritable casbah » de couleurs et de tissus. Denis Colban effectua également des changements importants dans l'aspect du magasin, faisant, par exemple, vernir en noir son vénérable mobilier. Il créa de nouvelles lignes de produits et introduisit des chemises prêtes-à-porter de haute qualité pour hommes, puis pour femmes. Quelques années plus tard, Charvet fut l'une des premières grandes marques européennes à être présente chez Bergdorf Goodman, avec des chemises prêtes-à-porter, des cravates et des accessoires. Néanmoins, tout en développant ces nouvelles lignes de prêt-à-porter, Denis Colban insista toujours sur l'importance du sur mesure dans l'identité de l'entreprise.
Denis Colban refusa de nombreuses offres d'achat de l'entreprise, maintenant un seul magasin à Paris et la tradition de l'entreprise familiale. Depuis son décès en 1994, l'entreprise est dirigée par ses deux enfants, Anne-Marie et Jean-Claude.
La clientèle moderne inclut les présidents français François Mitterrand et Jacques Chirac, les présidents américains John F. Kennedy et Ronald Reagan, les acteurs français Catherine Deneuve et Philippe Noiret, les stars américaines Sofia Coppola et Bruce Willis, le couturier Yves Saint Laurent, le créateur de souliers Christian Louboutin ou le journaliste de mode André Leon Talley (Voir aussi : (en) List of Charvet customers.).

## Activité contemporaine
Charvet est le seul restant des cinq chemisiers français principaux du XXe siècle, Bouvin, Charvet, Poirier, Seelio, et Seymous,. C'est également le seul chemisier restant place Vendôme. Selon Bertrand Fraysse, « dans le monde du luxe, Charvet est un anachronisme, une anomalie » ; Thomas Lenthal considère Charvet comme une « exception » et un « refuge » ; et Nick Foulkes, comme « un ordre spirituel qui se fait passer pour un chemisier ».
L'entreprise poursuit l'objectif de permettre à sa clientèle de faire réaliser sur mesure ou de personnaliser tout ce qu'elle commercialise, des cravates et nœuds papillon aux chaussettes. Les pièces de tissu présentées dans tout le magasin peuvent être drapées sur la personne afin de se rendre compte effectivement du résultat. Charvet crée des tissus exclusifs pour toutes ses collections et s'attache à satisfaire les demandes particulières de clients, comme de refaire à la demande des cravates achetées plusieurs années auparavant ou remplacer des cols et des poignets de chemise usés.

### Le magasin

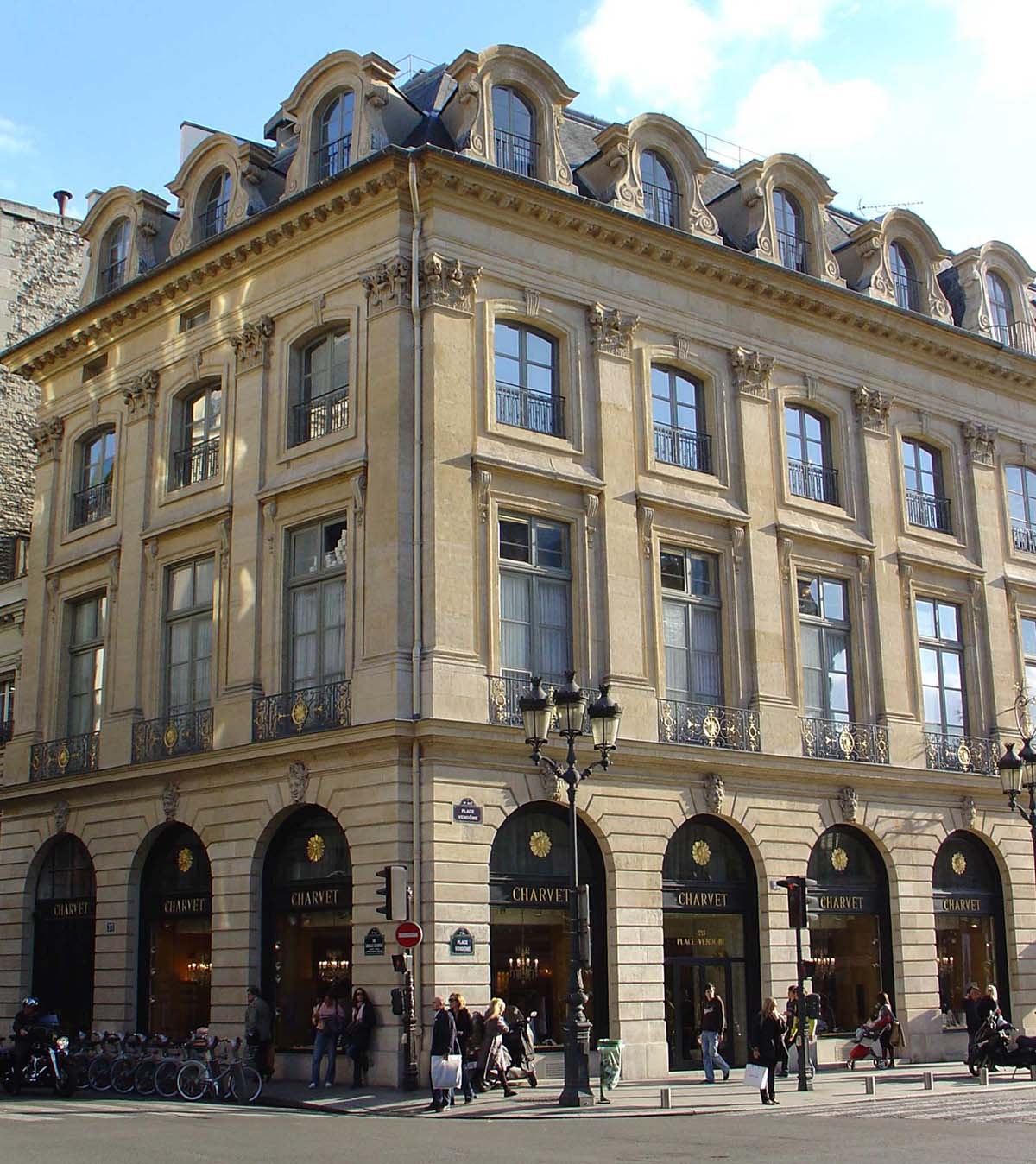
Le magasin au 28, place Vendôme.

Le magasin est situé dans l'hôtel Gaillard de la Bouëxière, un des hôtels particuliers de la place Vendôme, au no 28. L'immeuble, classé, a une façade à trois niveaux conçue par Jules Hardouin-Mansart, derrière laquelle Charvet occupe six étages, chaque occupant de la place ayant construit derrière la façade selon ses besoins. C'est le seul magasin géré directement par Charvet
Conformément aux idées de Denis Colban en matière de présentation des produits, le rez-de chaussée présente un contraste entre le formalisme du mobilier et l'abondance apparemment informelle des accessoires en soie, des cravates et foulards aux boutons de manchette en passementerie « distinctifs » inventés par Charvet. Chaque modèle de cravate est développé en deux douzaines de coloris au moins et de nouveaux dessins sortent toutes les semaines.
Les chemises pour homme prêtes à porter et les vêtements d'intérieur sont présentés au 3e étage, les chemisiers prêts à porter au 1er étage, les chemises pour enfant au rez-de-chaussée, mais le « centre de l'univers pour les aficionados de la chemise » se situe au 2e étage, dédié à la chemiserie sur mesure, qui présente ce qui pourrait être le plus grand choix de tissus fins de chemise au monde, avec plus de 6 000 tissus différents, dont un « légendaire » « mur des Blancs », composé de plus de 500 tissus blancs différents dans une centaine de nuances de blanc, et un autre, présentant 200 tissus unis bleus. Les clients peuvent y « débattre non seulement de la nuance exacte d'un blanc, du choix d'un poignet, de l'angle, la longueur ou la proportion d'un col, mais aussi des différences de poids infinitésimales dans la triplure d'un col ou d'un poignet et de la manière dont ces détails peuvent et doivent être changés selon qu'il s'agit de chemises habillées, semi-habillées ou décontractées ». Les tissus, colorés et exclusifs, sont présentés en pièces entières et non en échantillons. La plupart sont conçus sur place par Charvet, pour son usage exclusif et tissés dans des cotons de type gossypium barbadense, provenant du delta du Nil. Environ un millier de nouveaux dessins sont introduits chaque année, tous déposés. Les rayures Charvet sont souvent multicolores et asymétriques, plus fines que les rayures anglaises, et plus subtiles dans la combinaison des coloris,.
Le tailleur est au 5e étage, dans une ambiance de club pour hommes. Environ 4 500 pièces de tissu sont présentées et aux murs sont accrochées des illustrations de mode de Jean Choiselat, un dessinateur de mode du milieu du XXe siècle.

Vues du magasin de la place Vendôme
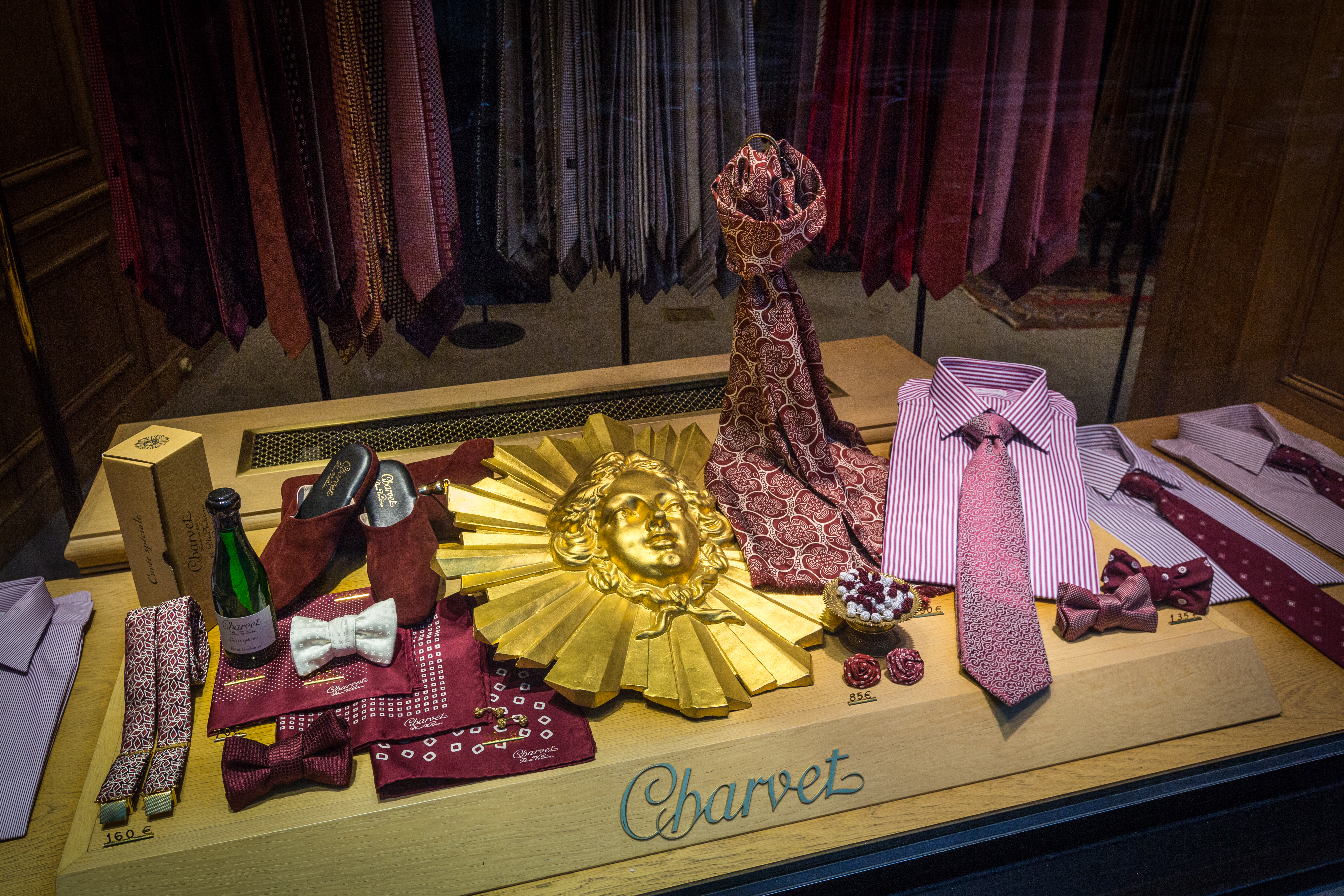
Vitrine
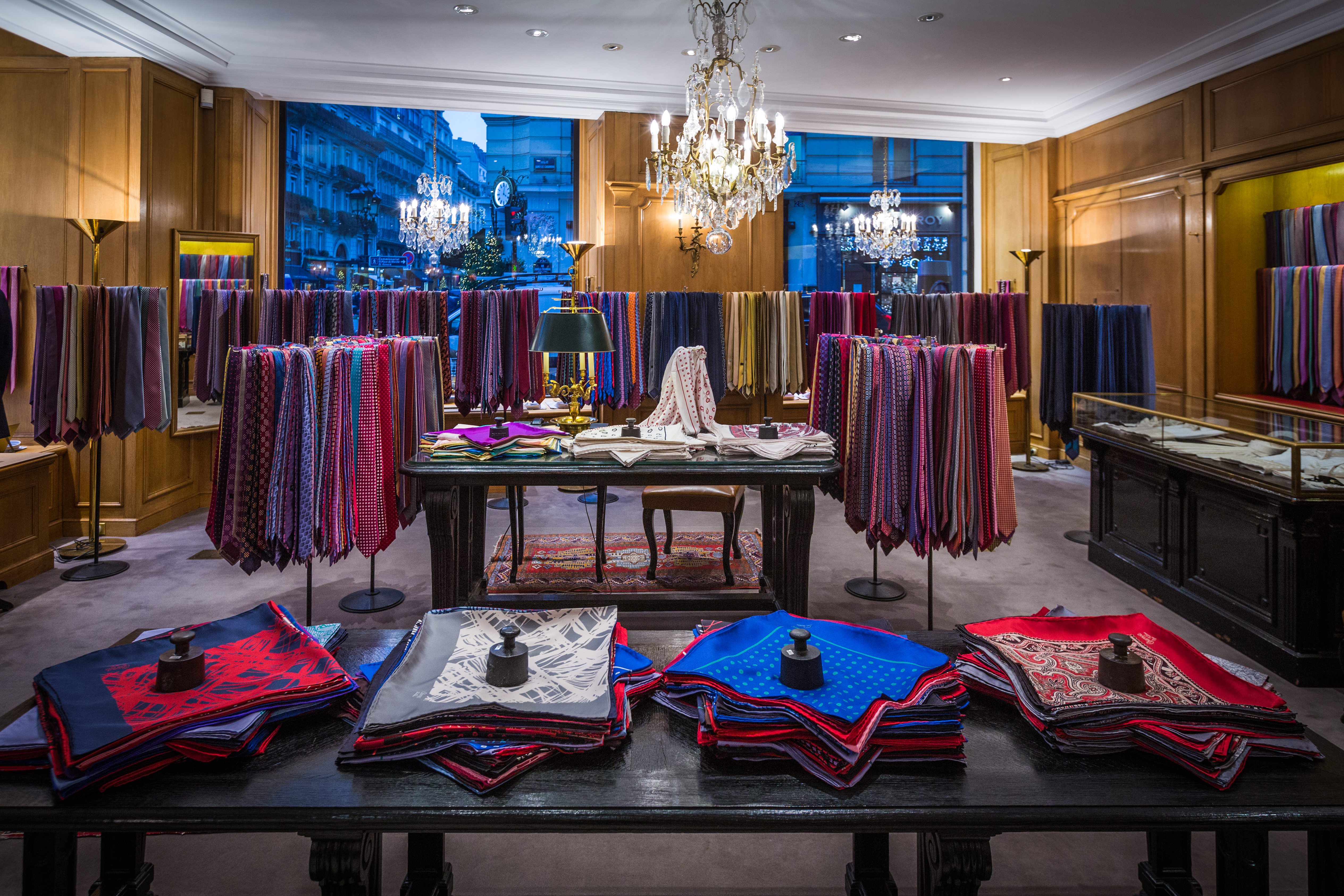
Rez-de-chaussée
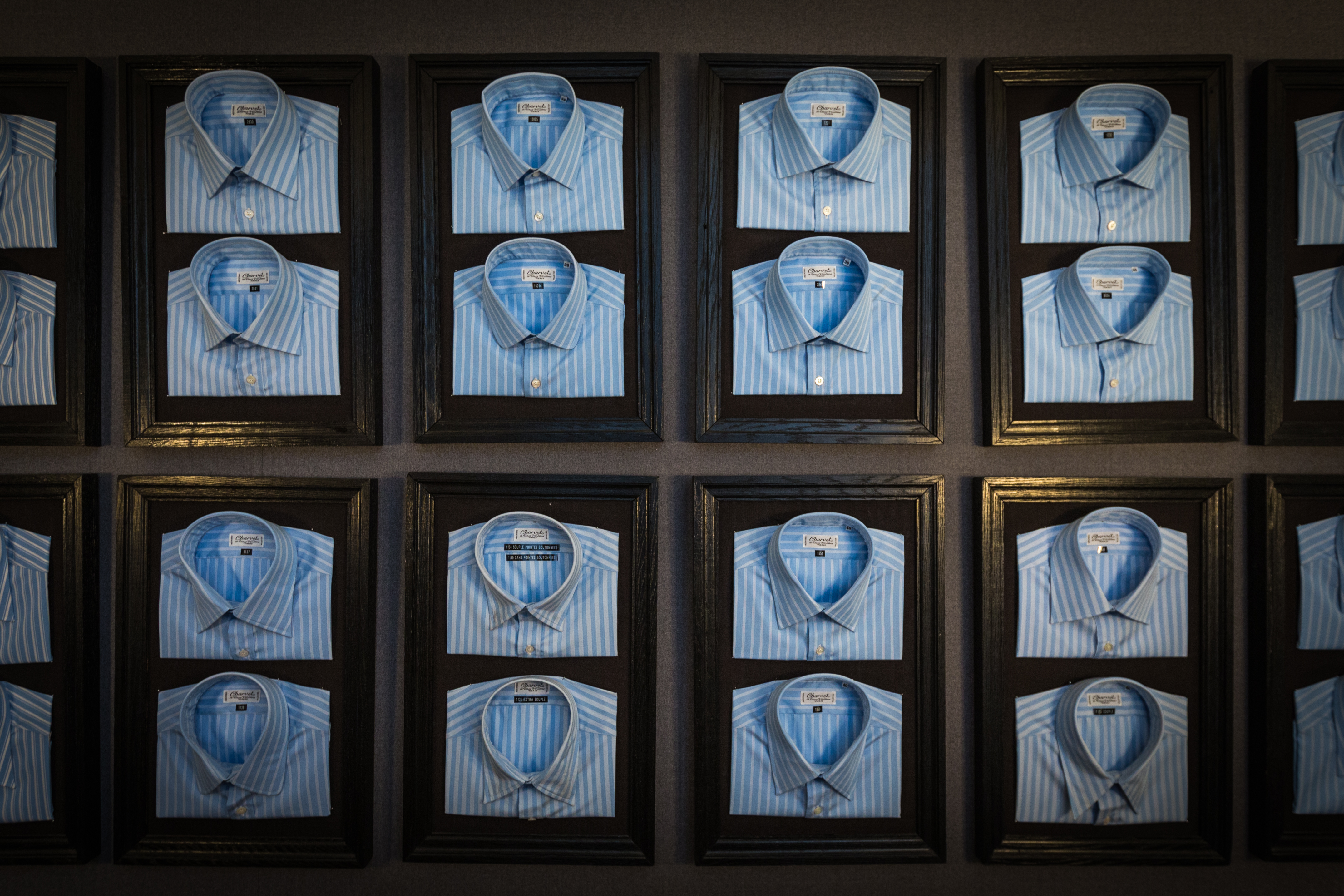
2e étage
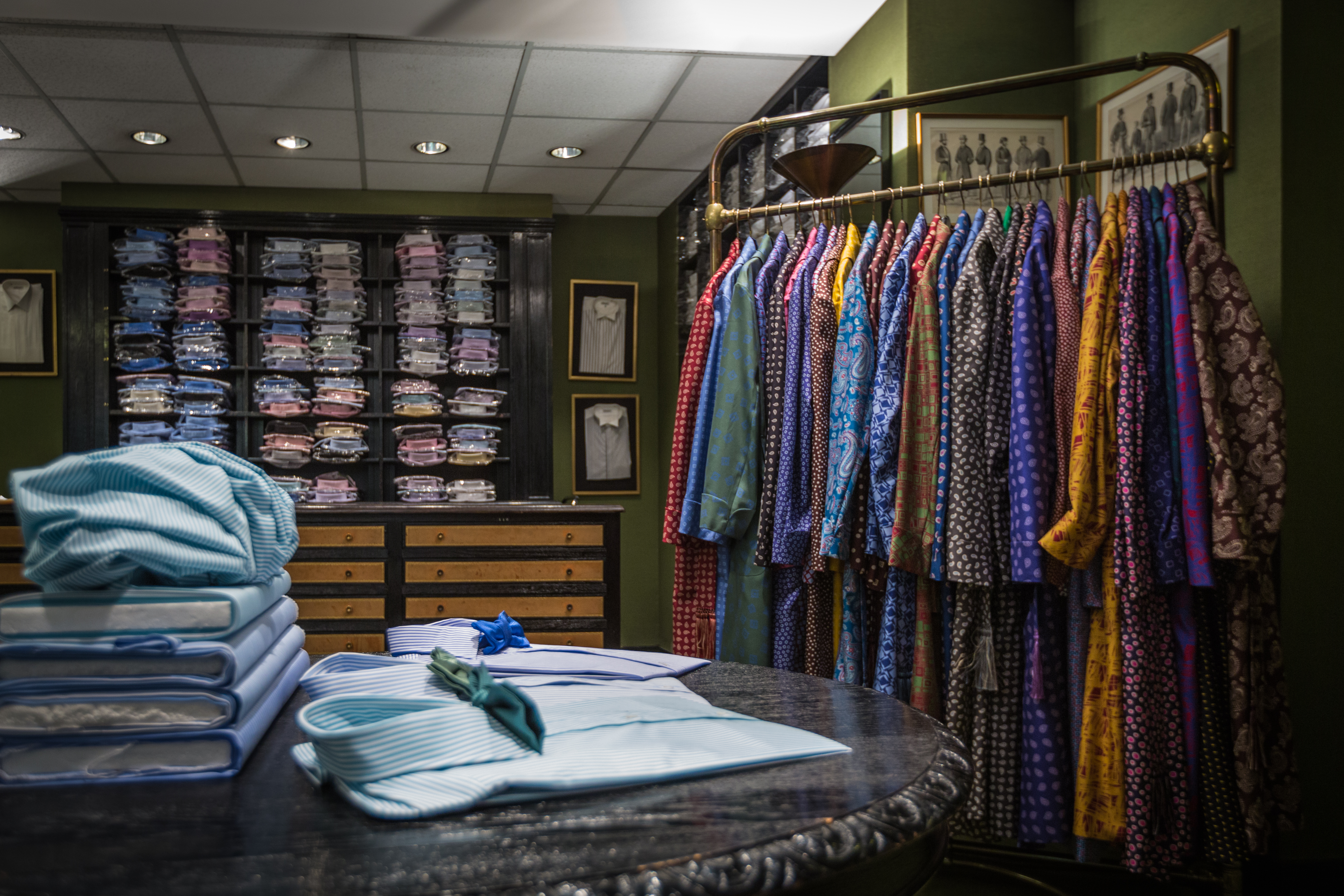
3e étage
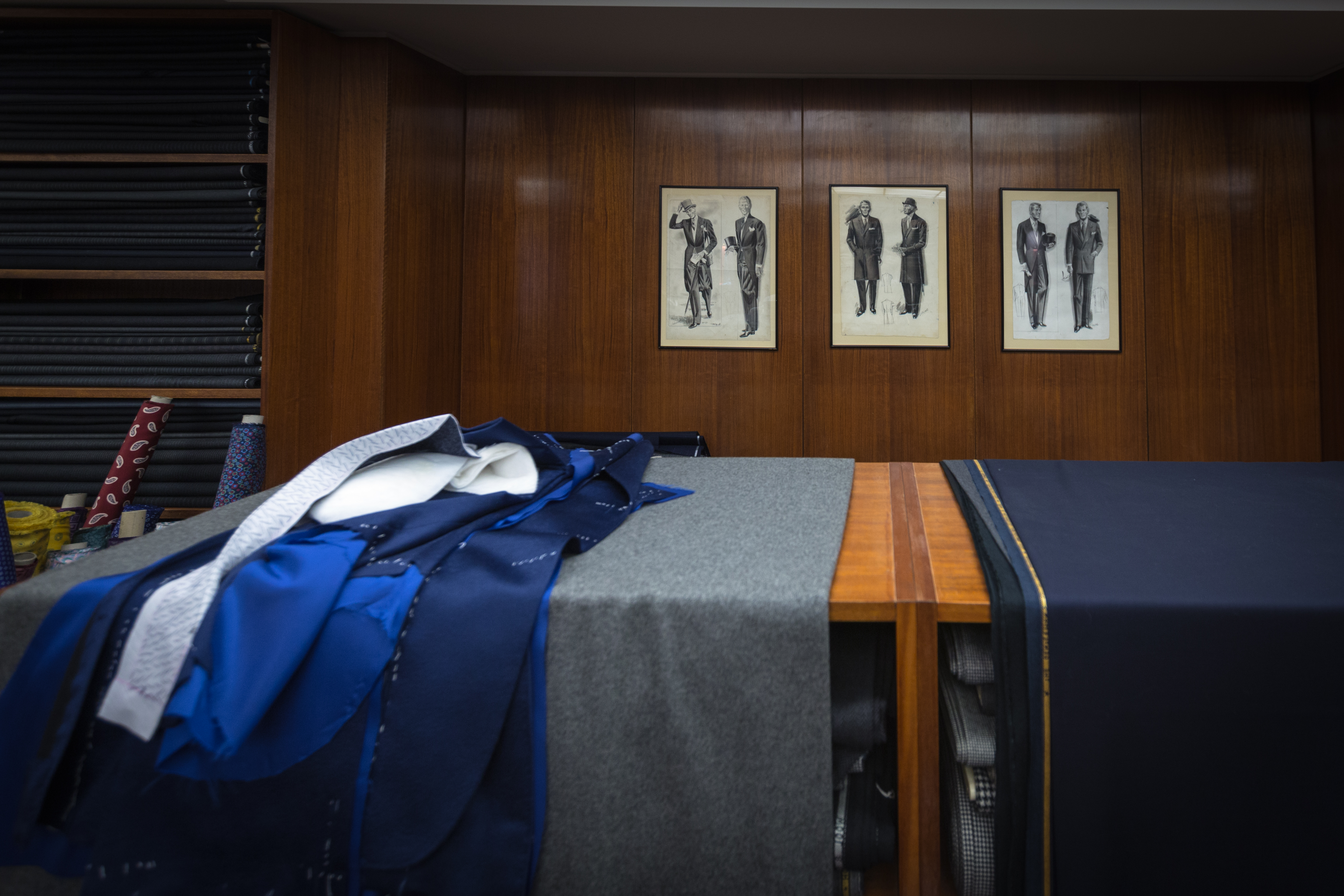
5e étage

### Produits

#### Chemises

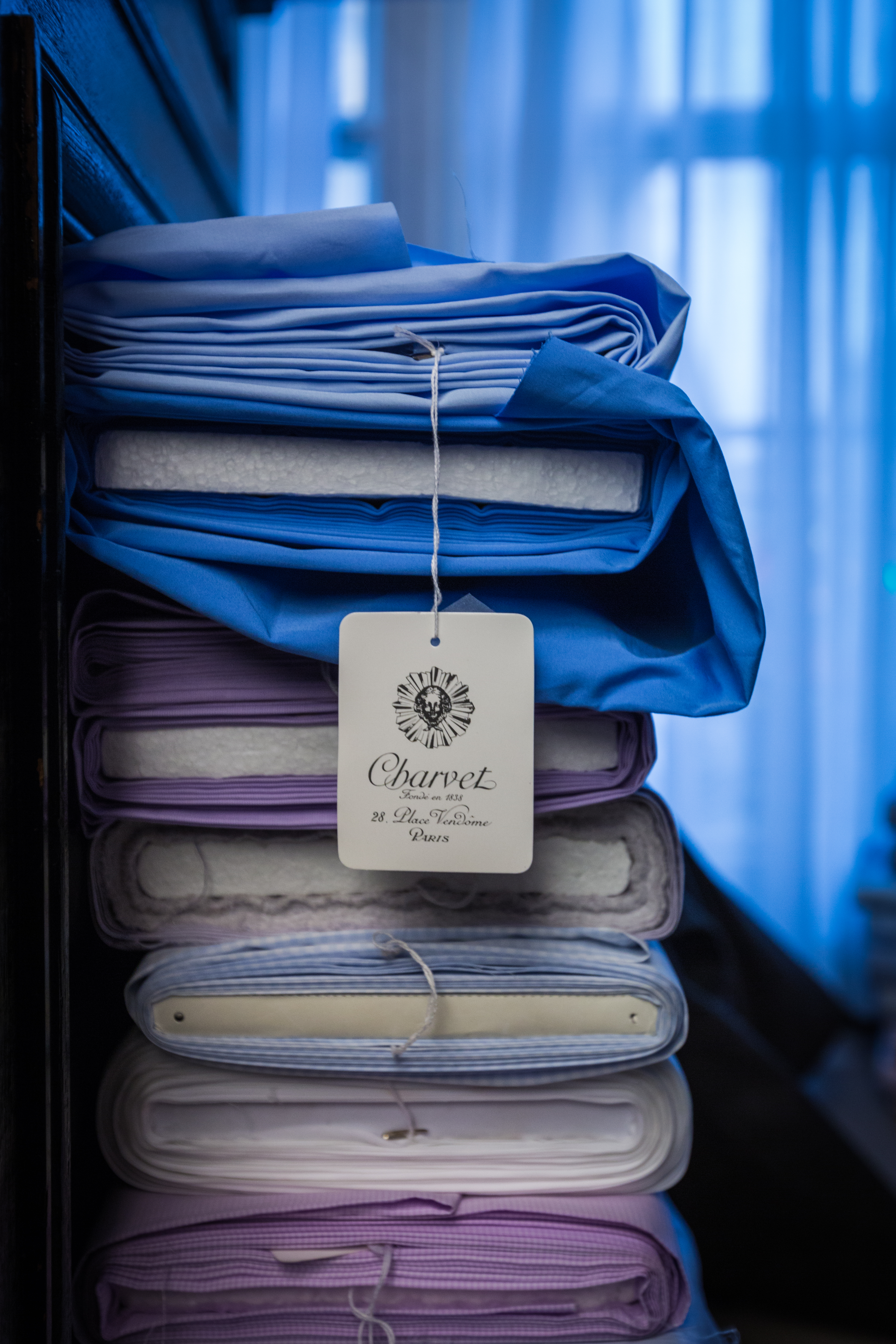
Pièces de tissu pour la confection des chemises.

Le soin « unique » pour la précision et la symétrie exprime, selon Gary Walthers, le classicisme français, et Marie-Claude Sicard le prend pour exemple du soin pour la qualité dans les produits de luxe. En particulier, beaucoup de soin est donné à la régularité des piqûres et au raccordement des motifs. Sur une chemise de prêt-à-porter, à l'opposé de la plupart des autres marques, la gorge est accordée avec le devant, l’extérieur du col avec l'intérieur, le dos du col et les manches avec l'empiècement, la manche avec la gorge de manche, et la couleur du fil des boutonnières avec celle de la rayure. L'ensemble donne l'impression que la chemise est faite d'un seul tenant. L'empiècement, incurvé, est fait d'une seule pièce. Le poignet gauche est plus large d'un centimètre que le droit pour tenir compte de la largeur de la montre. La précision est plus grande pour les chemises sur mesure, selon que le client veut que sa montre dépasse du poignet ou non. Pour hommes, les pans de la chemise sont droits et fendus, pour un aspect plus net. Pour femmes, ils sont arrondis et renforcés par un gousset distinctif. Le col, très net, est composé de six couches de tissu non thermocollées, pour un aspect élégant, mais pas trop raide. Un renfort non collé permet de donner plus de confort et une meilleure souplesse. Les piqûres de col sont en général à quatre millimètres du bord. Celles du dessus et des côtés sont précises et soigneusement préparées. Les chemises sont rabattues par deux rangées de piqûres à simple aiguille, cousues séparément, pour réduire le plissement et améliorer l'aspect. Il y a vingt piqûres par pouce. La couleur des fils de boutonnière est assortie aux rayures de la chemise. Les boutons sont faits de nacre australienne, choisie du côté intérieur de l'huître, pour une plus grande solidité et un plus bel aspect,. Pour les chemises d'habit, les plastrons sont plissés à la main. Bien que la silhouette traditionnelle de ses chemises prêtes à porter soit près du corps, la société a lancé en 2009 une ligne plus ajustée.
Selon la journaliste irlandaise Lara Marlowe (en), le soin apporté à la fabrication des chemises sur mesure exprime le perfectionnisme français. La réalisation du patron, constitué d'une vingtaine d'éléments, nécessite la prise d'au moins 28 mesures, et une version initiale est réalisée dans une toile de coton. L'ajustement est « précis et confortable à la fois ». La commande minimale est d'une chemise. Cinquante lingères travaillent à l'atelier de Saint-Gaultier, une seule personne à la fois travaillant sur une chemise, qu'il s'agisse de sur mesure ou de prêt-à-porter. Le délai de réalisation d'une chemise est de trente jours.

Raccordement des motifs d'une chemise Charvet
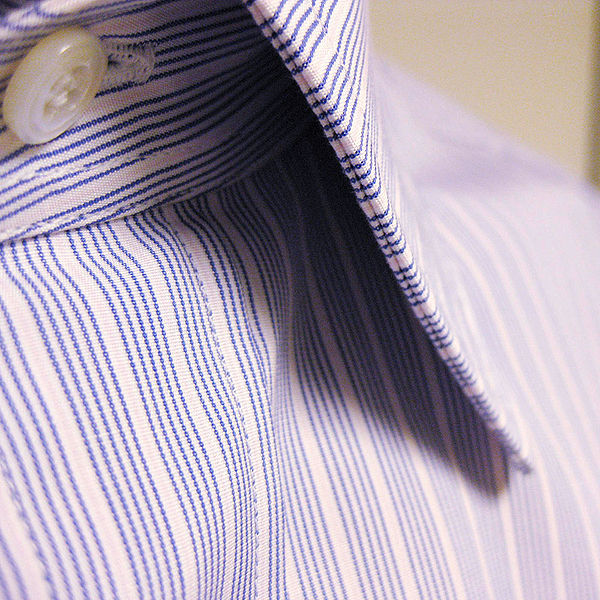
Extérieur et intérieur du col.
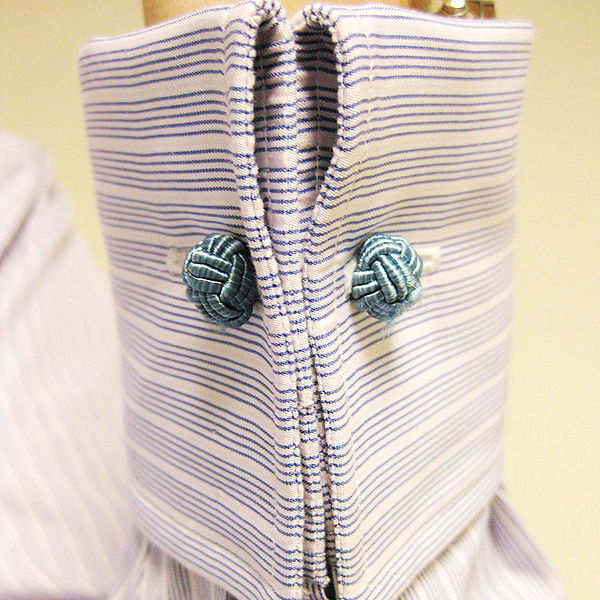
Extérieur et intérieur du poignet.
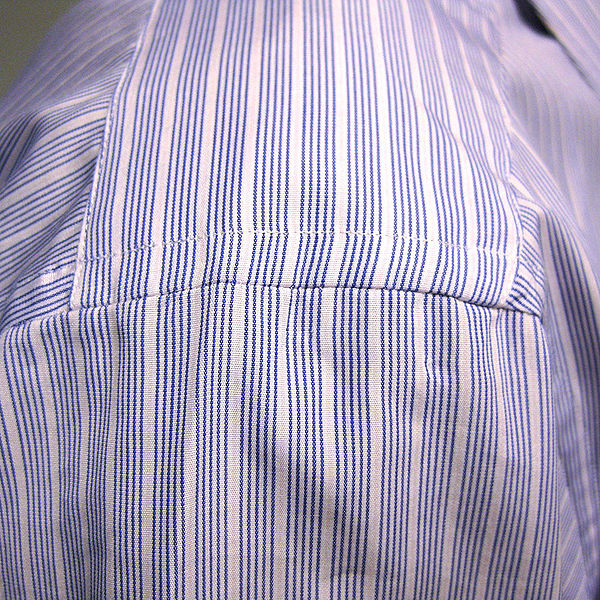
Manche et empiècement.
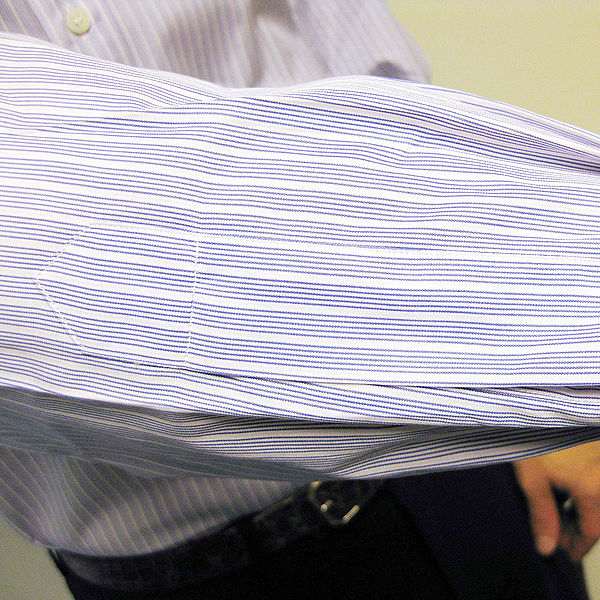
Manche et gorge de manche.

#### Pyjamas
La veste, à trois poches, est formée de quatorze pièces, le pantalon de cinq. Leur mode de fabrication est presque inchangé depuis les années 1950. De même que les chemises, les motifs sont complètement raccordés ; selon leur complexité, la fabrication dure de sept à neuf heures. Selon François Simon, qui évoque Romain Gary poussant « l'élégance jusqu'à s'acheter un pyjama et une robe de chambre rouge foncé afin de ne pas les tacher en se suicidant au revolver », les pyjamas Charvet sont des objets culte,.

#### Cravates

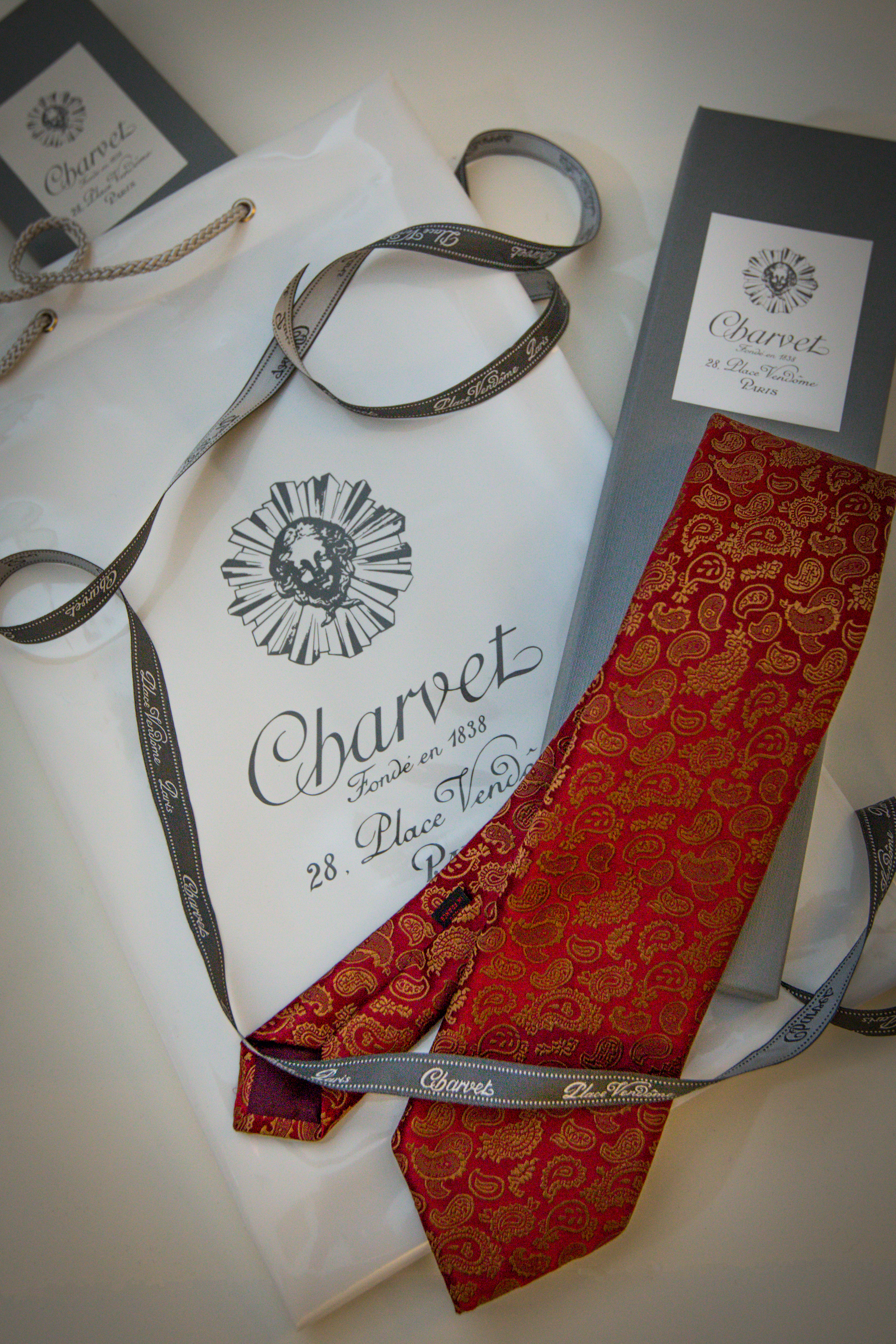
Cravate Charvet en soie jacquard de la collection 2013, boîte et bolduc.

Les cravates Charvet, classées comme les meilleures cravates de marque par le magazine Forbes, sont faites à la main, le plus souvent dans une soie brochée lourde et multicolore de titrage élevé, où joue souvent une couleur cachée, pour produire un tissu dense, qui fait l'objet d'un finissage exclusif pour acquérir du lustre, de la fluidité et la résilience nécessaire pour un bon nœud. La société développe ses propres dessins et coloris exclusifs, lançant de 5 000 à 8 000 modèles nouveaux par an, tissés à façon en jacquard de soie pure ou mélangée à d'autres fils précieux, tel le cachemire ou le poil de chameau, ou soie guipée de métaux précieux comme l'argent, l'or ou le platine,, selon une technique remontant au XIVe siècle, à l'époque où les papes résidaient à Avignon,, qui fut également utilisée dans les années 1920 pour des gilets. Riche d'une longue histoire de patrons brochés, utilisés d'abord au XIXe siècle pour des gilets puis pour des cravates, Charvet offre, selon Bernard Roetzel, le plus grand choix de cravates en jacquard au monde La collection de cravates de Charvet, parfois « indéniablement voyantes » ou « spirituelles et malicieuses », souvent notées pour leur chatoiement et leurs couleurs changeantes, emploie environ 5 000 nuances dans plus de 100 000 combinaisons,.
Les cravates sont faites de trois pièces de soie coupée à 45 degrés. Elles sont entièrement cousues à la main, avant d'être pliées à la main pour prendre leur forme. Des cravates à sept plis sont également disponibles sur commande. Jusqu'aux années 1960, presque toutes les cravates Charvet étaient à sept plis, la société ayant alors décidé qu'une triplure apporterait une amélioration, en contribuant à conserver la forme malgré la déformation liée à la traction, et conçu une triplure exclusive « qui aide la soie à garder sa résilience et son ressort sans constituer une gêne pour le nœud ».
Charvet a réalisé une série de cravates « politiques » pour la campagne présidentielle américaine de 2008,.
Durant les années 1950, la société créa un modèle spécial de nœud papillon pour le duc de Windsor, d'une forme hybride entre les ailes d'une chauve-souris et celles d'un papillon, dénommé depuis la « forme Charvet ».
La forme éponyme no 30 dans le livre sur les 188 manières de nouer une cravate,, est un nœud papillon porté par une femme, formé de trois rubans noués derrière le cou.

#### Costumes
Conformément au processus traditionnel du sur mesure, les mesures sont prises, un patron réalisé, une toile bâtie ajustée sur le client, puis deux autres essayages réalisés. Le costume est cousu à la main, selon la tradition du métier, par des apiéceurs et des pompiers, travaillant respectivement à domicile et en atelier. La plupart des draperies utilisées proviennent de Huddersfield.

## Soie charvet

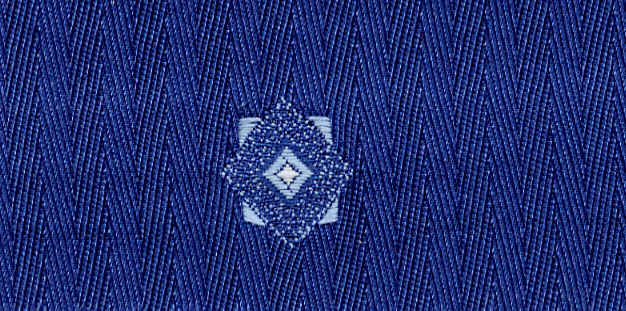
Fond charvet avec motif en lancé.

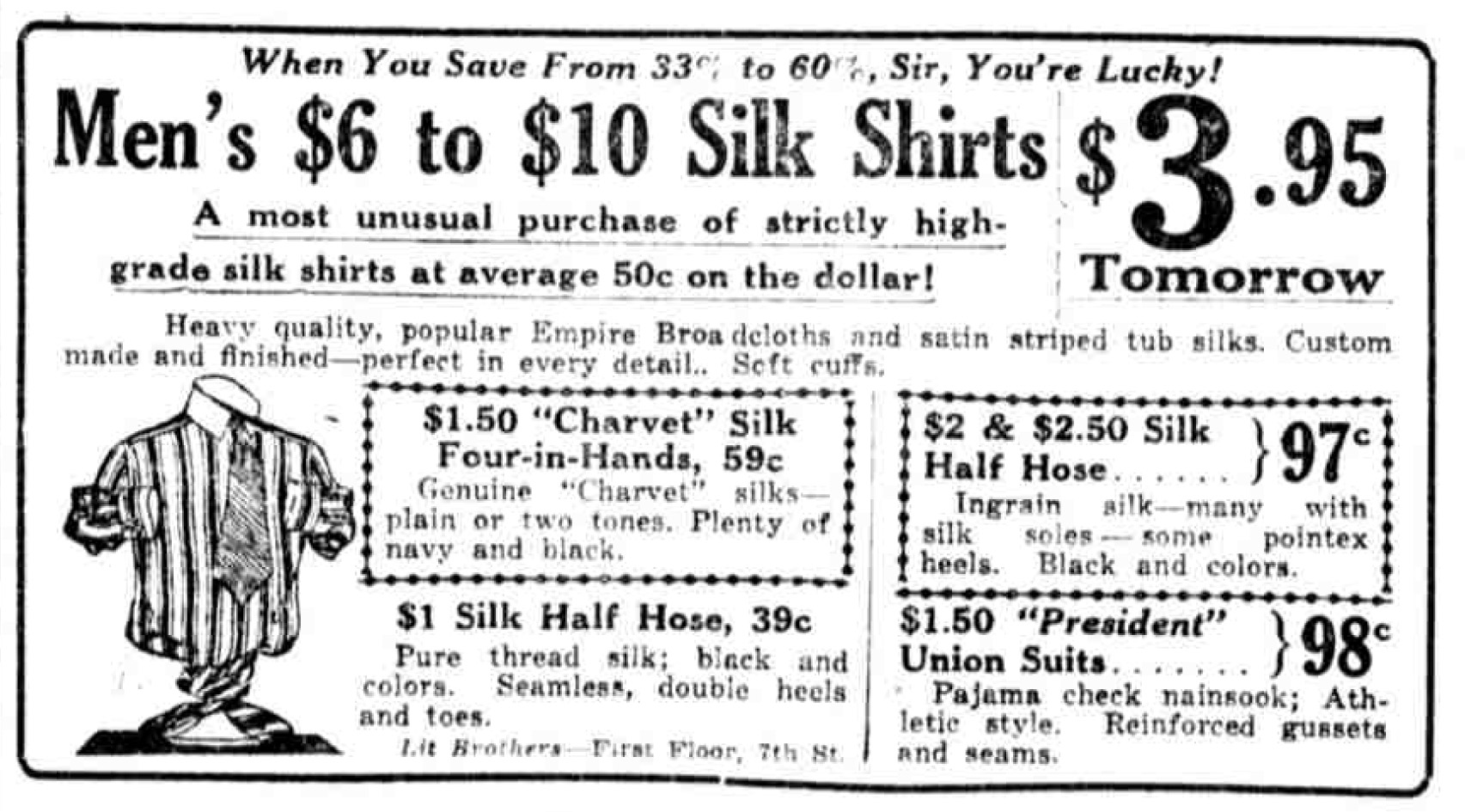
Publicité américaine pour des cravates en « véritable soie charvet » (1921).

On appelle charvet une armure utilisée pour la soie ou l'acétate et caractérisée par une diagonale de chaîne, présentant l'aspect d'un twill inversé avec un effet de double côte. Ce tissu tire son nom de son usage fréquent et « habile » au XIXe siècle par Charvet. Il se caractérise par une main souple, un aspect brillant et un bon drapé. Les liages forment un effet de chevrons parallèles à la chaîne, ce qui rend cette armure appropriée pour créer des effets de discrète rayure diagonale, lorsque le tissu est coupé en biais pour des cravates. Les motifs sur ce fond sont fréquemment réalisés en lancé. Ce type de tissu est également utilisé pour des écharpes, des foulards et des robes.
Ce tissu provient du tissu Régence, un genre de reps avec tout le flotté de trame à l'envers de l'étoffe, qui avait été populaire durant la régence de Philippe d'Orléans. Aux États-Unis, à la fin du XIXe siècle, le terme a été utilisé de manière plus large pour décrire des tissus raffinés soit dans leur construction, soit dans leur aspect ou des tissus pour chemises en soie. Depuis le début du XIXe siècle, cette armure est surtout trouvée dans des tissus unis, destinés à un usage semi-formel (en).
Par extension, le terme est également utilisé en matière de maille, pour désigner un certain type de rayure diagonale, montant de gauche à droite.

## Allusions littéraires et image de la marque
« Sébatien entra - flanelle gris tourterelle, chemise de crêpe de Chine blanc, une cravate Charvet, ma cravate en fait, à motifs de timbres-poste. »

— Evelyn Waugh
Les références à Charvet, en particulier dans la littérature anglaise, illustrent l'image de la marque : elles permettent de décrire socialement un personnage par son apparence, telle que l'élégance, la noblesse la richesse ou l'occupation. L'« émotion de la marque » ressort également de l'emploi littéraire de références à celle-ci pour dénoter le goût d'un personnage ou d'autres traits psychologiques comme la gaité, le détachement, l'excentricité, la décadence ou la malice.

## Clients notoires

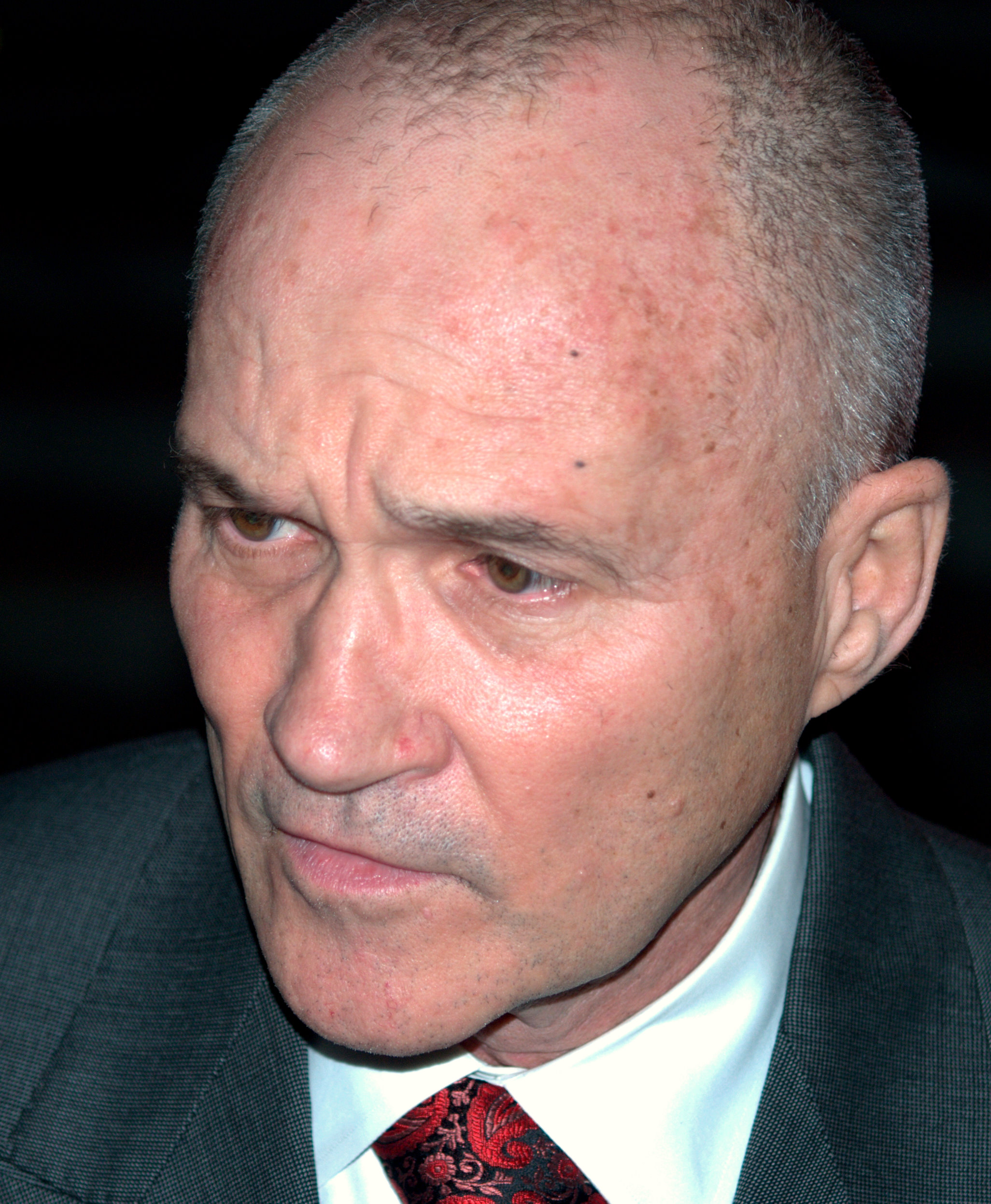
Raymond Kelly en 2009, portant une cravate Charvet reproduite dans le Grand livre de la cravate.

Pour différentes raisons, certains clients sont « devenus synonymes de Charvet », malgré la discrétion de la société vis-à-vis de ses clients, conforme à la tradition des maisons de couture parisiennes.
- Charvet fit l'objet d'un intérêt important[318] et parfois exagéré[319] de la presse irlandaise, quand il apparut que l'ancien taoiseach Charles Haughey, surnommé par la suite « Charvet Charlie »[320] avait détourné plus de la contrevaleur de 50 000 $ de fonds publics pendant qu'il était au gouvernement pour s'acheter des chemises et des robes de chambre chez Charvet, où le personnel l'appelait « votre excellence »[321] et s'être fait livrer ces achats par la valise diplomatique[322], à une époque où il exhortait ses concitoyens à se « serrer la ceinture ». Selon Haughey lui-même cet épisode est « entré dans le folklore »[323], ce qui eut pour conséquence de pousser de nombreux touristes irlandais à visiter le magasin parisien[264],[324],[325]. Selon le Boston Globe, ces touristes irlandais « posent pour des photos devant le vénérable magasin et parfois s'aventurent à l'intérieur, restant bouche bée devant les chandeliers en cristal, les panneaux de chêne, les tapis orientaux et les boutons de manchette dans des bols éparpillés dans le magasin. Et ils posent des questions indélicates sur leur ancien premier ministre »[326].
- Raymond Kelly, né en 1941, commissaire de New York, a pour style vestimentaire idéal « des costumes sur mesure et des cravates Charvet »[327]. Portant souvent des cravates Charvet[328], il confesse une « faiblesse personnelle » pour elles[329], les jugeant « de haute qualité et du meilleur aspect »[330]. Il s'agit selon lui « d'une sorte d'affirmation »[331]. Il a présenté cette prédilection comme faisant partie de son comportement professionnel : « contrairement à ce qui a été suggéré, si le maire me remplace, je ne regretterai pas de ne plus porter une cravate Charvet »[332]. Il affirme pouvoir dire « de loin quand quelqu'un porte une cravate Charvet - même les couleurs sombres ressortent »[331]. Il a ainsi remarqué que le président Obama portait des cravates Charvet[331].
- Bernard-Henri Lévy est décrit par Beth Arnold, chroniqueuse à Salon.com, comme un « provocateur » qui « pose volontiers à l'intellectuel engagé tout en portant des vêtements sur mesure de la maison française Charvet »[333]. Son style de chemise est devenu sa « signature »[334], mais, selon le New York Times, il dit n'avoir « pas d'intérêt à discuter de ce vêtement suavement déboutonné qui est devenu synonyme de son nom pour ses fans comme pour ses détracteurs »[335]. Pourtant, ses critiques estiment que sa chemise blanche déboutonnée « est un élément important de l'image télévisuelle et publique de BHL, qui en dit beaucoup sur l'homme. Si vous essayiez de faire la même chose avec votre propre chemise, le col s'affaisserait. Mais les chemises de BHL sont conçues spécialement par le fameux chemisier Charvet, avec des cols qui résistent au déboutonnage et ne disparaissent jamais sous le col de sa veste »[336], également faite par Charvet[337].